# گاه‌شمار خیزش ۱۴۰۱ ایران (شهریور و مهر)

تظاهرات بزرگ برلین ۳۰ مهرماه

گاه‌شمار خیزش ۱۴۰۱ ایران، در شهریور و مهر ۱۴۰۱ شامل رویدادهای این اعتراضات به ترتیب روز می‌شود.

## ۲۵ شهریور
مرگ مهسا امینی و شروع اعتراضات مقابل بیمارستان کسری. اولین معترض در قم دستگیر شد.

## ۲۶ شهریور
از روز شنبه و پس از خاکسپاری مهسا امینی، سقز، زادگاه او و سنندج، مرکز استان کردستان، صحنهٔ تجمع‌های اعتراضی گسترده بود که نیروهای امنیتی برای متفرق کردن مردم، اقدام به تیراندازی و استفاده از گاز اشک‌آور کردند. تصویر منتشر شده از مدفن مهسا امینی در سقز نشان می‌دهد روی سنگی بالای آن به کردی نوشته شده‌است: «ژینا گیان تو نامری ناوت ئه بیته رمز» که به فارسی یعنی: «ژینا جان تو نمی‌میری، نامت یک نماد می‌شود.» با وجود فضای امنیتی، برخی زنان حاضر در مراسم، روسری‌های خود را از سر برداشتند و حاضران با خواندن سرودهای کردی و سردادن شعار، به حکومت جمهوری اسلامی اعتراض کردند. طی مراسم، خالهٔ مهسا امینی او را شهید جوانان توصیف کرده و گفت: «ژینا راه آزادی را برای‌مان باز کرد.»

## ۲۷ شهریور

### سنندج:
- مردم سنندج در اعتراض به قتل مهسا امینی، بار دیگر یکشنبه شب به خیابان‌ها ریختند و شعارهای «مرگ بر دیکتاتور»، «مرگ بر خامنه‌ای»، «ننگ ما، ننگ ما/ رهبر الدنگ ما» و «زن، زندگی، آزادی» سر دادند و گروهی از زنان نیز حجاب خود را از سر برداشتند که با دخالت نیروهای یگان ویژه و امنیتی به خشونت کشیده شد.[۲۴][۳۱] این تظاهرات در اطراف میدان اقبال به راه افتاد و در دو خیابان فردوسی[۳۲] و ششم بهمن سنندج نیروهای ضد شورش به سوی مردم تیراندازی کردند.[۳۳]

### مهاباد:
- گزارش‌هایی از تجمع اعتراضی مردم در مهاباد منتشر شد.[۲۴]

### رشت:
- شماری از شهروندان در رشت تجمع کرده و شعار دادند: «زن، زندگی، آزادی»[۳۴]

### دانشگاه تهران:
- شماری از دانشجویان دانشگاه تهران روز یکشنبه با در دست داشتن پلاکاردها و سر دادن شعارهایی چون «زن، زندگی، آزادی» تجمع اعتراضی برگزار کردند.[۲۴][۳۳]

### مشهد:
- شماری از مردم مشهد با تجمع در خیابان های احمد آباد و وکیل آباد اعتراض خود را نسبت به مرگ مهسا امینی اعلام کردند همچنین در تجمعات مشهد پلیس  به معترضان تیراندازی کرد

در این روز در شهرهای تهران و مشهد حضور سنگین نیروهای امنیتی گزارش شد. در شبکه‌های اجتماعی تصاویری منتشر شد که شماری از زنان و مردان به نشانه خشم و همدردی موهای خود را از ته تراشیدند یا کوتاه کردند.

## ۲۸ شهریور

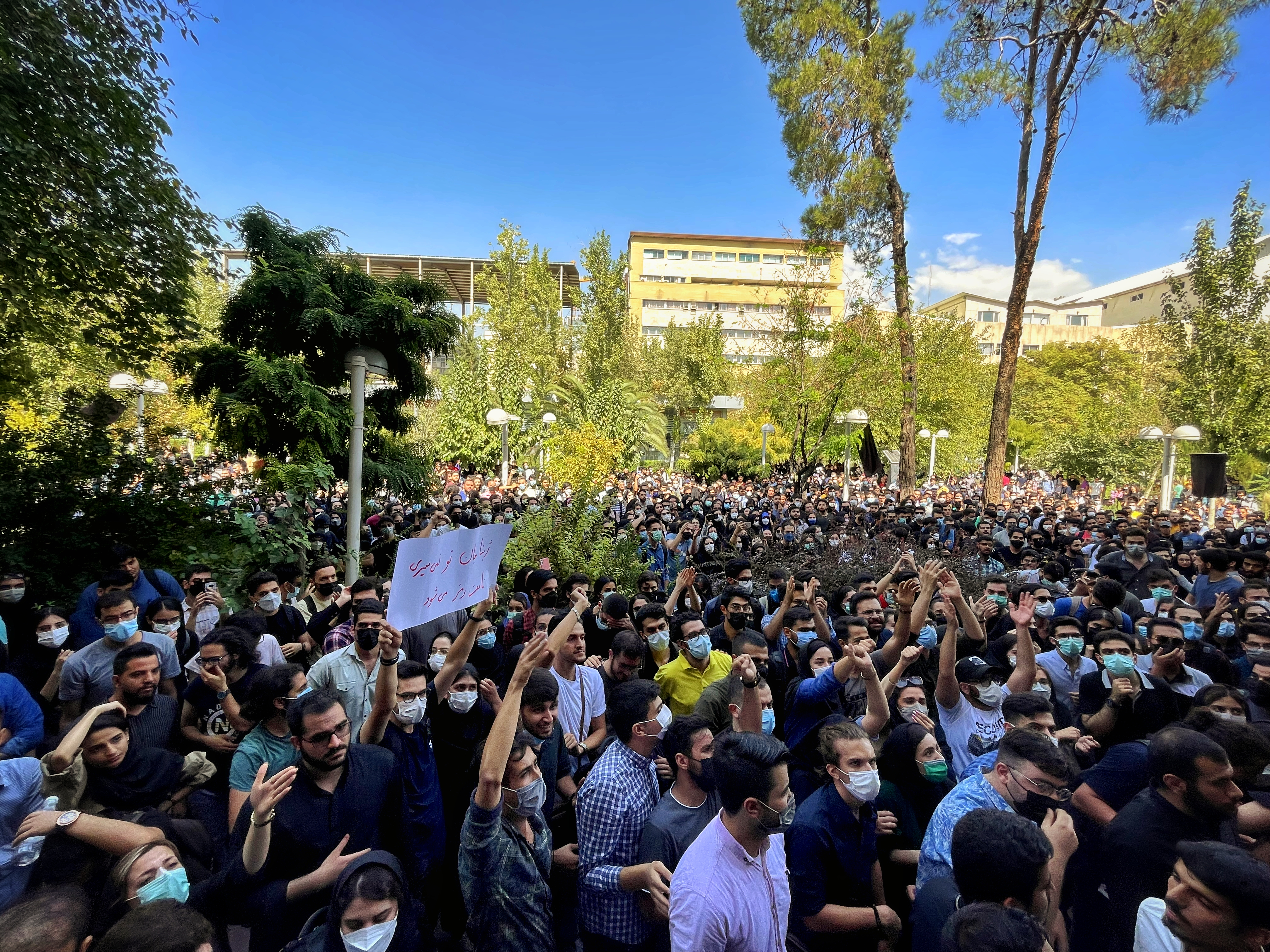
اعتراض دانشجویان دانشگاه امیرکبیر

### دانشگاه امیرکبیر:
- دانشجویان دانشگاه امیرکبیر در اعتراض به قتل مهسا امینی تجمع کردند و تعدادی از نیروهای بسیجی با حمله به دانشجویان قصد پایان دادن به تجمع را داشتند اما موفق نشدند. دانشجویان شعارهایی از جمله «از کردستان تا تهران، ستم علیه زنان»، «کشتن برای روسری، تا کی چنین خاک‌برسری»، «خونین تمام ایران، از کردستان تا تهران»، «بسیجی برو گمشو»، «بسیجی حیا کن، مملکتو رها کن» و «می‌کشم، می‌کشم، هر آنکه خواهرم کشت» سر دادند.[۳۶] در بیانیه دانشجویان این دانشگاه آمده‌است: «روزی قاتلان مهسا و تمامی قربانیان چهار دهه گذشته که چند صباحی پایه‌های کاخ ستم خود را بر سیل خون مردم بنا کرده‌اند، به دست عدالت ملت سپرده خواهند شد.»[۳۶]

### دانشگاه علامه طباطبایی:
- دانشجویان دانشگاه علامه طباطبایی با برگزاری تجمع شعار دادند: «بیگاری، بیکاری، حجاب زن اجباری» و «استقلال، آزادی، پوشش اختیاری» و ترانهٔ همراه شو عزیز را همخوانی کردند. همچنین پلاکاردی در دست داشتند که روی آن همراه با نام مهسا امینی به کردی نوشته شده بود: «تو نمی‌میری، نامت بدل به نماد خواهد شد.»[۳۷]

### دانشگاه تربیت مدرس:
- گروهی از دانشجویان دانشگاه تربیت مدرس با برگزاری تجمع شعار دادند: «رهایی حق ماست، قدرت ما جمع ماست»

### اعتصاب عمومی:
- اعتصاب عمومی در شهرهای مختلف چهار استان کردستان، کرمانشاه، آذربایجان غربی و ایلام در اعتراض به قتل مهسا امینی آغاز شد و بازاریان و مغازه‌داران مغازه‌های خود را باز نکردند.[۳۶]

### تهران:
تجمع اعتراضی در تقاطع خیابان حجاب و بلوار کشاورز، حملهٔ وحشیانهٔ نیروی انتظامی و لباس شخصی‌ها به معترضان و شلیک ده‌ها گاز اشک‌آور و گلوله‌های ساچمه‌ای گزارش شده‌است. همچنین درگیری‌های میان مردم و نیروی انتظامی موجب آتش زدن یک دستگاه موتور سیکلت یگان ویژه و عقب‌نشینی اتومبیل‌های سرکوبگر و آب‌پاش شده‌است.

### مشهد:
معترضان در مشهد برای دومین روز پیایی در بلوار احمدآباد و محله هفت تیر به خیابان ها آمدند 
معترضان در بلوار احمدآباد ایستگاه مترو فلسطین را بستند و شعار دادند : میکشم میکشم هرآنکه خواهرم کشت 
اعتراضات و تجمعات در هفت تیر شدید تر بود 
زنان و دختران حاضر در این تجمع روسری از سر خود برداشتند و قسمتی از موهای خودرا تراشیدند
در ادامه نیروی امنیتی به معترضان حمله کردند و تعداد زیادی را بازداشت کردند
معترضان هم در جواب به نیروهای امنیتی سنگ پرتاب کردند و یک خودرو را به آتش کشیدند 

### کردستانوکرمانشاه:
از ابتدای روز دوشنبه در شهرهای استان کردستان تجمع‌های بزرگ اعتراضی برگزار شد. در کرمانشاه هم برای جلوگیری از حضور مردم، فضای امنیتی توسط نیروهای یگان ویژه برقرار شد.

### رشت:
- در رشت، پس از روشن کردن شمع به یاد مهسا امینی، شروع به اعتراض علیه نظام جمهوری اسلامی و قتل مهسا امینی کردند.[۴۰] و شعارهایی همچون «مرگ بر دیکتاتور» و «توپ تانک فشفشه آخوند باید گم بشه» سر دادند.[۴۱] در رشت پلیس ضد شورش برای متفرق کردن مردم به آنها تیراندازی کرد.[۴۲]

### بوکان:
- در بوکان، در جریان اعتراضات یک دختر ۱۰ ساله به نام دینا زهرایی در نتیجه تیراندازی مأموران ضد شورش مجروح شد.[۴۳] نیروهای امنیتی و ضد شورش در بوکان، به‌طور مستقیم به معترضان تیراندازی می‌کنند.[۴۴]

### دیواندرهودهگلان:
- به گزارش شبکه حقوق بشر کردستان در روز دوشنبه در پِی اعتراضات دیواندره و دهگلان ۳ شهروند به نام‌های فؤاد قدیمی، رضا لطفی و محسن محمدی با تیر پلیس ضدشورش کشته شدند.[۴۵]

### قروه:
- در قروه مردم به نشانه اعتراض به کشته شدن مهسا امینی در میدان مرکزی شهر تجمع کردند که در نهایت منجر به درگیری با پلیس گردید.

### سقز:
- در جریان اعتراضات به کشته‌شدن مهسا امینی مردم سقز به نشانه اعتراض پرچم جمهوری اسلامی را پایین کشیدند و آتش زدند.[۴۶][۴۷]

### بیجار:
- در بیجار مردم به نشانه اعتراض به کشته شدن مهسا امینی به جلوی در فرمانداری شهر رفتن و به در فرمانداری سنگ پرتاب کردند.[۴۸] و از شعارهایی همچون «خامنه‌ای قاتله ولایتش باطله» استفاده کردند.[۴۹]

### بانه:
- در ادامه جریان کشته شدن مهسا امینی، مردم بانه تجمع اعتراضی برپا کردند که در این اعتراضات با نیروهای امنیتی درگیر شدند و نیروی امنیتی برای متفرق کردم معترضان از گاز اشک‌آور استفاده کرد.[۵۰][۵۱]

### کرج:
- در جریان اعتراضات مردم به کشته شدن مهسا امینی مردم کرج هم به نشانه اعتراض تجمع کردند.[۵۲] در این تجمع معترضان از شعارهایی چون «نه غزه، نه لبنان، جانم فدای ایران» و «نترسید نترسید ما همه با هم هستیم» استفاده کردند.[۵۳][۵۴]

### اصفهان:
- در پِی کشته‌شدن مهسا امینی توسط گشت ارشاد، مردم اصفهان به نشانه اعتراض در نزدیکی سی‌وسه پل تظاهرات کردند و از شعارهایی همچون «همراه شو، همراه شو» استفاده کردند.[۵۵]

### شیراز:
- عده‌ای در میدان بهار شیراز برای مهسا امینی شمع روشن کردند.[۵۶]

## ۲۹ شهریور

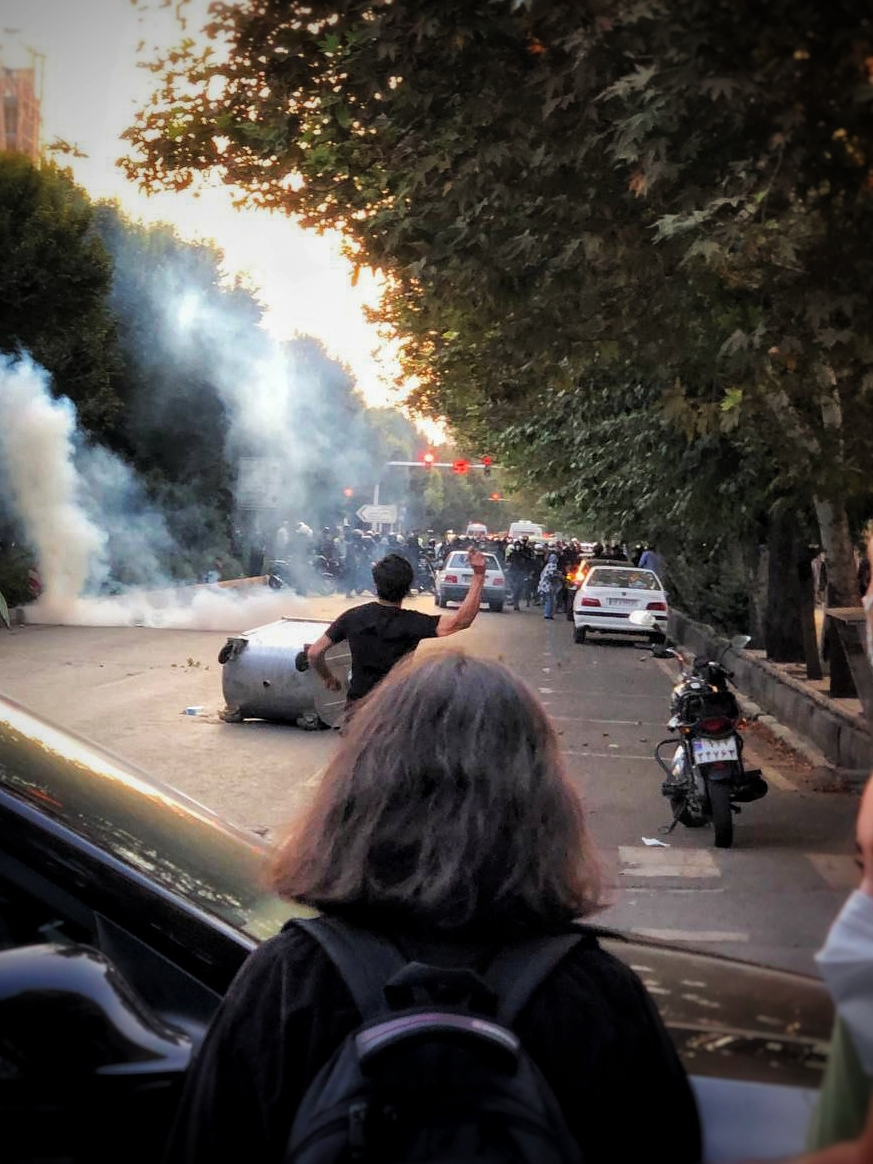
اعتراضات در تهران

### دانشگاه شهید بهشتی تهران:
- در روز سه‌شنبه ۲۹ شهریور ۱۴۰۱ دانشجویان دانشگاه شهید بهشتی در اعتراض کشته‌شدن مهسا امینی و ظلم و ستم نظام جمهوری اسلامی ایران تجمع کردند. در این اعتراضات شعارهایی همچون «مرگ بر ماشین گشت کشتار»، «بسیجی بی‌غیرت داعش ما شمایی»، «خامنه‌ای قاتله ولایتش باطله»، «مرگ بر این ولایت این همه سال جنایت» و «دانشجو می‌میرد ذلت نمی‌پذیرد» دادند. و خطاب به بسیجیان و حراست دانشگاه شعار «بی‌شرف بی‌شرف» دادند.[۵۷] همچنین دانشجویان زن این دانشگاه در حرکتی اعتراضی به حجاب اجباری مقنعه‌های خود را آتش زدند.[۵۸] دانشگاه تهران در پی این اعتراضات کلاس‌های دو هفتهٔ آیندهٔ دانشگاه را تعطیل اعلام کرد.

### دانشگاه علم و صنعت تهران:
- دانشجویان دانشگاه علم و صنعت در اعتراض به کشته شدن مهسا امینی و ظلم و ستم نظام جمهوری اسلامی تجمع کردند و شعارهایی همچون «مرگ بر ماشین گشت کشتار» و «گشت ارشاد حراست پیوندتان مبارک» سر دادند.[۵۹]

### دانشگاه خوارزمی کرج:
- دانشجویان دانشگاه خوارزمی کرج در پِی کشته شدن مهسا امینی در محل دانشگاه تجمع کردند. در این تجمع شعارهای همچون «بی‌شرف بی‌شرف» و «مرگ بر استبداد، اعدام، گشت ارشاد» سر دادند.[۶۰] همچنین تعدادی از دانشجویان این دانشگاه عکس علی خامنه‌ای را زیر پای‌شان لگد کردند.[۶۱]

### دانشگاه تهران:
- در پِی اعتراضات به کشته شدن مهسا امینی دانشجویان دانشگاه تهران هم تجمع کردند. زنان دانشجو در حرکتی اعتراضی به حجاب اجباری در دانشگاه تهران روسری‌های خود را آتش زدند.[۶۲] در این تجمع اعتراضی شعارهایی همچون «آهای آهای نشسته‌ها مهسای بعدی از شماست»، «کشتن برای روسری، تا کِی خاک برسری»، «می‌کشم می‌کشم هر آنکه خواهرم کشت» و «اگه باهم یکی نشیم یکی یکی تموم میشیم» استفاده شد.[۶۳]

### دانشگاه یزد:
- دانشجویان دانشگاه یزد در پی کشته شدن مهسا امینی تجمع کردند و شعارهایی همچون «دانشجو می‌میرد ذلت نمی‌پذیرد» دادند.[۶۴]

### دانشگاه تبریز:
- در جریان اعتراضات به کشته‌شدن مهسا امینی دانشجویان دانشگاه تبریز هم تجمع کردند و شعارهایی همچون «از کردستان تا تبریز، صبرمان گشته لبریز» و «فقر و فساد و بیداد ننگ بر این استبداد» دادند.[۶۵]

### دانشگاه علم و فرهنگ تهران:
- دانشجویان دانشگاه علم و فرهنگ در پی کشته‌شدن مهسا امینی تجمع کردند و در این تجمع از شعارهایی همچون «می‌کشم، می‌کشم، هر آنکه خواهرم کشت» و «دانشجو می‌میرد ذلت نمی‌پذیرد» استفاده کردند. در پی این تجمع دختران این دانشگاه به نشانهٔ اعتراض به حجاب اجباری مقنعه خود را از سر برداشتند.[۶۶]

### دانشگاه صنعتی اصفهان:
- در ادامه جریان کشته‌شدن مهسا امینی، در ۲۹ شهریور ۱۴۰۱ دانشجویان دانشگاه صنعتی اصفهان هم به نشانهٔ اعتراض تجمع کردند.[۶۷]

### بازار تهران:
- در روز سه‌شنبه بازاریان بازار تهران نیز تجمع برگزار کردند و شعارهایی نظیر «بازاری باغیرت، حمایت حمایت» و «مهسا امینی، روحت شاد» سر دادند.[۶۸][۶۹]

### تهران:
- در جریان کشته‌شدن مهسا امینی توسط گشت ارشاد در چهارمین روز اعتراضات، مردم تهران بازهم تجمع اعتراضی کردند که این تجمع اعتراضی توسط شلیک‌های گلولهٔ مأموران ضد شورش تا حدودی برهم خورد.[۷۰][۷۱] دو نفر از معترضان به کشته‌شدن مهسا امینی به نشانهٔ اعتراض بنر مهسا امینی را بر روی پل‌عابر پیاده در اتوبان نواب صفوی تهران نصب کردند.[۷۲] در پی اعتراضات مردم تهران در ۲۹ شهریور ۱۴۰۱ از شعارهایی همچون «مرگ بر دیکتاتور»، «رضا شاه روحت شاد»، «استقلال، آزادی، حجاب اختیاری» و «می‌جنگیم، می‌میریم، خونت رو پس می‌گیریم» استفاده کردند.[۷۳][۷۴][۷۵][۷۶] در ادامه اعتراضات در تهران معترضان صدای بوق وسیله‌های نقلیه خود را پی‌درپی به صدا درمی‌آوردند.[۷۷] معترضان در بلوار کشاورز در وسط خیابان آتش روشن کردند.[۷۸] در ادامه اعتراضات، معترضان در حوالی پل حافظ تهران تجمع کردند و آتش روشن کردند.[۷۹][۸۰][۸۱]معترضان در ایستگاه مترو تئاتر تهران شعار «مرگ بر دیکتاتور» و «ننگ ما ننگ ما پلیس الدنگ ما» دادند.[۸۲] معترضان در نیمه‌شب ۲۹ شهریور کانتس کلانتری و سپاه را به آتش کشیدند.[۸۳][۸۴] در صادقیه تهران شعار «حکومت اسلامی، نمی‌خوایم نمی‌خوایم» دادند.[۸۵] در ادامه اعتراضات در تهران، معترضان نام خیابان حجاب را به وسیلهٔ اسپری به خیابان بی‌حجابی، تغییر دادند.[۸۶] در ادامه اعتراضات به حجاب اجباری در تهران، دختری جوان در میدان الغدیر روسری از سر خود برداشتند و موهای خود را قیچی کرد.[۸۷]

### اصفهان:
- در ادامه جریان کشته‌شدن مهسا امینی توسط گشت ارشاد، مردم اصفهان به نشانه اعتراض در نزدیکی سی‌وسه پل تجمع اعتراضی برپا کردند و از شعارهایی همچون «آهای نشسته‌ها مهسای بعدی از شماست» ⁣ استفاده کردند.[۸۸]

### اراک:
- در پی کشته‌شدن مهسا امینی، مردم اراک به نشانه اعتراض در خیابان‌ها تجمع اعتراضی برپا کردند که در این اعتراضات مردم از شعارهای «حجاب زور زورکی نمی‌خوایم نمی‌خوایم» ⁣ و «می‌کشم می‌کشم هر آنکه خواهرم کشت» ⁣ استفاده کردند.[۸۹] در ادامه تجمع اعتراضی مردم اراک، معترضان با نیروهای امنیتی درگیر شدند.[۹۰] نیروهای امنیتی برای متفرق کردن معترضان از گاز اشک‌آور استفاده کرد.[۹۱] پس از پرتاب گاز اشک‌آور به سمت معترضان، معترضان خطاب به نیروهای امنیتی شعار «بی‌شرف بی‌شرف» ⁣ دادند.[۹۲] در این تاریخ، نیکا شاکرمی، از جان‌باختگان سرشناس اعتراضات، در نزدیکی بلوار کشاورز تهران مفقود و سپس کشته شد.[۹۳]

### زنجان:
- در پی کشته شدن مهسا امینی، مردم زنجان تجمع اعتراضی برپا کردند.[۹۴] در پی اعتراضات، مردم زنجان با نیروهای امنیتی درگیر شدند و معترضان خطاب نیروهای امنیتی شعار «بی‌شرف بی‌شرف» دادند.[۹۵]

### تبریز:
- در ادامه جریان کشته‌شدن مهسا امینی، مردم تبریز در خیابان تجمع اعتراضی کردند.[۹۶] در پی ادامهٔ اعتراضات در تبریز، نیروهای امنیتی با معترضان درگیر شدند.[۹۷] مردم هم به نشانهٔ اعتراض سطل‌های زباله را آتش زدند و خیابان‌ها را مسدود کردند.[۹۸] یک معترض در تبریز دوربین مداربسته را به نشانهٔ اعتراض از جا کند.[۹۹]

### ایلام:
- در پی کشته شدن مهسا امینی، در روز چهارم اعتراضات مردمی، مردم ایلام به نشانهٔ اعتراض، تجمع اعتراضی به‌پا کردند. در این اعتراضات شعارهایی همچون «مرگ بر خامنه‌ای»، «رضا شاه روحت شاد» و «ننگ ما ننگ ما رهبر الدنگ ما» سر دادند.[۱۰۰][۱۰۱]

### همدان:
- در پی کشته‌شدن مهسا امینی مردم همدان به نشانهٔ اعتراض به خیابان‌ها آمدند و تجمع اعتراضی بر پا کردند.[۱۰۲] در این اعتراضات از شعارهایی همچون «نترسید نترسید ما همه با هم هستیم»، «می‌کشم می‌کشم هر آنکه خواهرم کشت»، «خامنه‌ای ضحاک، می‌کشیمت زیر خاک» و «مرگ بر دیکتاتور» استفاده کردند.[۱۰۳][۱۰۴]معترضان پس از درگیر شدن با نیروهای امنیتی شعار «بی‌شرف بی‌شرف» و «ننگ ما ننگ ما پلیس الدنگ ما» دادند.[۱۰۵][۱۰۶] نیروهای ضد شورش برای متفرق کردن معترضان از گاز اشک‌آور استفاده کرد.[۱۰۷] زنان همدان به نشانهٔ اعتراض به حجاب اجباری روسری از سر خود برداشتند.[۱۰۸]

### مشهد:
- در چهارمین روز اعتراضات مردمی در پی کشته شدن مهسا امینی، مردم مشهد در محلهٔ احمدآباد به خیابان‌ها آمدند[۱۰۹] و شعار «ننگ ما ننگ ما رهبر الدنگ ما»، «رضا شاه روحت شاد»، «مجتبی بمیری رهبری رو نبینی» و «توپ تانک فشفشه آخوند باید گم بشه» دادند[۱۱۰][۱۱۱] و زنان به نشانهٔ اعتراض به حجاب اجباری روسری از سر خود برداشتند[۱۱۲] و گروهی دیگر از زنان به نشانهٔ اعتراض به حجاب اجباری روسری خود را آتش زدند.[۱۱۳] در این اعتراضات مشهد دختری معترض بر روی ماشین نیروی انتظامی رفت و شعار «جمهوری اسلامی نمی‌خوایم نمی‌خوایم» داد.[۱۱۴] معترضان در مشهد موتور نیروی امنیتی را متوقف و تخریب کردند.[۱۱۵] معترضان در ادامه اعتراضات خود به یک ماشین نیروی انتظامی حمله آن را سرنگون کردند.[۱۱۶] در نزدیکی پارک ملت نیز معترضان با نیروهای امنیتی برخورد کردند.

### قزوین:
- در ادامه جریان اعتراضات به کشته‌شدن مهسا امینی، مردم قزوین هم به خیابان‌ها آمدند و شعار «مرگ بر دیکتاتور»، «هم غزه هم لبنان هر دو فدای ایران»، «وای به روزی که مسلح شویم»، «مرگ بر اصل ولایت فقیه» دادند.[۱۱۷][۱۱۸][۱۱۹] در ادامه اعتراضات مردم در قزوین معترضان ون یگان ویژه را متوقف کردند و با سنگ مورد ضربه قرار دادند و شیشه‌هایش را خورد کردند و شعار «مرگ بر دیکتاتور» سر دادند.[۱۲۰][۱۲۱] در اعتراضات ۲۹ شهریور قزوین، معترضان با نیروهای امنیتی درگیر شدند و شعار «مرگ بر دیکتاتور» دادند.[۱۲۲]

### کرمان:
- گروهی از مردم در ادامه جریان اعتراضات مردمی به کشته شدن مهسا امینی، در کرمان تجمع اعتراضی برپا کردند.[۱۲۳] در این تجمع اعتراضی، معترضان شعار «می‌کشم می‌کشم هر آنکه خواهرم کشت» دادند.[۱۲۴] دو زن در این اعتراضات در میان جمعیت موهای خود را به نشانهٔ اعتراض قیچی کردند.[۱۲۵][۱۲۶]

### خرم‌آباد:
- در پی کشته شدن مهسا امینی مردم معترض خرم‌آباد، تجمع اعتراضی برپا کردند و از شعار «نترسید نترسید ما همه با هم هستیم» استفاده کردند.[۱۲۷]

### کرمانشاه:
- در ادامه جریان کشته شدن مهسا امینی مردم کرمانشاه به نشانهٔ اعتراض، تجمع اعتراضی برپا کردند و شعار «زن، زندگی، آزادی» دادند.[۱۲۸]

### قم:
- در پی کشته شدن مهسا امینی، در چهارمین روز اعتراضات مردمی، مردم قم هم تجمع اعتراضی کردند و در این اعتراضات شعارهایی همچون «زن، زندگی، آزادی» و «توپ تانک فشفشه آخوند باید گم بشه» سر دادند.[۱۲۹][۱۳۰] در ادامه اعتراضات در قم، یک معترض شیشهٔ وسیلهٔ نقلیه یک آخوند را شکست.[۱۳۱]

### بندرعباس:
- در پی کشته شدن مهسا امینی توسط گشت ارشاد، گروهی از مردم بندرعباس به نشانهٔ اعتراض به خیابان آمدند و تجمع اعتراضی برپا کردند و شعارهایی همچون «مرگ بر دیکتاتور»، «نترسید، نترسید، ما همه با هم هستیم»، «می‌کشم می‌کشم هر آنکه خواهرم کشت»، «می‌جنگیم، می‌میریم، ایران رو پس می‌گیریم» و «زن، زندگی، آزادی» دادند.[۱۳۲][۱۳۳][۱۳۴]

### شیراز:
- در پی جریان اعتراضات کشته‌شدن مهسا امینی، گروهی از مردم شیراز به نشانهٔ اعتراض، تجمع کردند و شعار «مرگ بر دیکتاتور» و «ما زن و مرد جنگیم، بجنگ تا بجنگیم» دادند.[۱۳۵][۱۳۶] پلیس ضد شورش برای متفرق کردم معترضان از گاز اشک‌آور استفاده کرد.[۱۳۷]

### ساری:
- مردم ساری در پی اعتراض کردن به کشته‌شدن مهسا امینی در چهارمین رو اعتراضات مردمی، تجمع کردند و زنان روسری‌های خود را آتش زدند و شعار «نترسید، نترسید، ما همه با هم هستیم» سر دادند.[۱۳۸] در پی این اعتراضات در ساری معترضان بنر شهرداری را پائین کشیدند و شعار «جمهوری اسلامی نمی‌خوایم نمی‌خوایم»، «مرگ بر دیکتاتور» و «توپ تانک فشفشه آخوند باید گم بشه» سر دادند.[۱۳۹][۱۴۰] در ساری برای متفرق کردن معترضان، نیروی یگان ویژه از ماشین آب‌پاش استفاده کرد.[۱۴۱] در ادامه اعتراضات در ساری، معترضان عکس خمینی را از شهرداری پائین کشیدند.[۱۴۲] معترضان در ساری به نشانهٔ اعتراض بنر روح‌الله خمینی، رهبر پیشین جمهوری اسلامی را به آتش کشیدند.[۱۴۳]

### سبزوار:
- در سبزوار گروهی از زنان به نشانهٔ اعتراض تجمع کردند و شعار «می‌کشم می‌کشم هر آنکه خواهرم کشت» سر دادند.[۱۴۴]

### کرج:
- در ادامه اعتراضات مردمی در پی کشته‌شدن مهسا امینی، معترضان در کرج با آتش زدن اتوبوس خشمشان را نسبت به جمهوری اسلامی اعلام کردند.[۱۴۵]

### گرگان:
- در پی اعتراضات مردمی به کشته‌شدن مهسا امینی، مردم گرگان در نیمه‌شب ۲۹ شهریور به خیابان‌ها آمدند و شعارهایی از جمله «توپ تانک فشفشه، آخوند باید گم بشه» دادند.[۱۴۶] در ادامه اعتراضات مردم به حجاب اجباری، معترضان روسری‌های خود را به آتش کشیدند.[۱۴۷]

### کیش:
- در ادامه جریان کشته‌شدن مهسا امینی، مردم معترض کیش تجمع اعتراضی برپا کردند و در این تجمع شعارهایی همچون «توپ تانک فشفشه، آخوند باید گم بشه»، «رضا شاه، روحت شاد» و «ایرانی باغیرت دمت‌گرم دمت‌گرم» سر دادند.[۱۴۸][۱۴۹]

### بوشهر:
- در پی کشته‌شدن مهسا امینی، مردم معترض بوشهر تجمع اعتراضی برپا کردند و شعارهایی همچون «می‌جنگیم می‌میریم ایرانو پس می‌گیریم» سر دادند.[۱۵۰]

### بیرجند:
- در شامگاه ۲۹ شهریور، مردم معترض بیرجند به کشته‌شدن مهسا امینی، تجمع اعتراضی بر پا کردند و از شعارهایی همچون «تجاوز، جنایت، لعنت به این ولایت» استفاده کردند و زنان به نشانهٔ اعتراض به حجاب اجباری روسری‌های خود را به آتش کشیدند.[۱۵۱]

### ارومیه:
- در پی اعتراضات مردمی به کشته‌شدن مهسا امینی، یک جوان ۲۳ ساله اهل ارومیه به نام فرجاد درویشی با گلولهٔ تفنگ نیروهای امنیتی کشته شد.[۱۵۲]

### رشت:
- در ادامه اعتراضات به کشته‌شدن مهسا امینی، مردم معترض در شامگاه ۲۹ شهریور، به ماشین نیروی انتظامی حمله و آن را واژگون کردند.[۱۵۳]

### پیرانشهر:
- در پی کشته‌شدن مهسا امینی، مردم معترض به کشته شدن مهسا امینی تجمع اعتراضی بر پا کردند که نیروهای امنیتی برای متفرق کردن معترضان به آنها تیراندازی کردند که پسر جوان ۱۶ ساله در این تیراندازی جان باخت.[۱۵۴] در مراسم خاکسپاری این پسر نوجوان مردم شعار «مرگ بر دیکتاتور» دادند.[۱۵۵]

## ۳۰ شهریور
- حکومت ایران در این روز اینترنت را قطع کرد. ۳۰ شهریور اولین روز قطعی گستردهٔ اینترنت توسط حکومت پس از اعتراضات آبان ۹۸ بود.

### دانشگاه تهران:
- در پی کشته‌شدن مهسا امینی، در پنجمین روز اعتراضات، دانشجویان دانشگاه تهران بازهم تجمع اعتراضی بر پا کردند و در این تجمع، شعارهایی همچون «مرگ بر دیکتاتور»، «ننگ ما ننگ ما، بسیج الدنگ ما» و «نترسید نترسید، ما همه با هم هستیم» سر دادند.[۱۵۶][۱۵۷][۱۵۸] در ادامه اعتراضات دانشجویان دانشگاه تهران، دانشجویان دختر، مقنعه‌های خود را به آتش کشیدند.[۱۵۹]

### دانشگاه الزهرا تهران:
- در ادامه تجمعات دانشجویان علیه کشته‌شدن مهسا امینی، در پنجمین روز اعتراضات دانشجویان دانشگاه الزهرا تهران تجمع اعتراضی کردند و در این تجمع از شعارهای «اگر با هم یکی نشیم، یکی یکی کشته می‌شیم»، «نه روسری نه توسری، آزادی و برابری»، «الزهرا الزهرا، طالب خون مهسا» و «توپ تانک فشفشه آخوند باید گم بشه» استفاده کردند.[۱۶۰][۱۶۱]

### دانشگاه علوم و تحقیقات:
- در پی کشته‌شدن مهسا امینی، دانشجویان معترض دانشگاه آزاد واحد علوم و تحقیقات تجمع کردند و شعار «می‌کشم می‌کشم هر آنکه خواهرم کشت» سر دادند.[۱۶۲] در ادامه اعتراضات، دانشجویان دختر، مقنعه‌های خود را به آتش کشیدند.[۱۶۳]

### دانشگاه شهید بهشتی:
- دانشجویان معترض دانشگاه شهید بهشتی به اعتراض به کشته‌شدن مهسا امینی تجمع اعتراضی کردند و بسیجیان به قصد برهم زدن تجمع، اذان پخش کردند.[۱۶۴]

### دانشگاه هنر سمنان:
- در پی کشته‌شدن مهسا امینی و در ادامه اعتراضات دانشجویان، دانشجویان دانشگاه هنر سمنان تجمع اعتراضی بر پا کردند و در حرکتی اعتراضی به حجاب اجباری روسری‌های خود را سوزاندند.[۱۶۵]

### دانشگاه علامه طباطبایی تهران:
- در ادامه اعتراضات به کشته شدن مهسا امینی دانشجویان معترض دانشگاه علامه تهران تجمع اعتراضی برپا کردند و شعار «آهای آهای نشسته‌ها، مهسای بعدی از شماست» دادند.[۱۶۶]

### دانشگاه علوم‌پزشکی تبریز:
- دانشجویان معترض دانشگاه علوم‌پزشکی تبریز به کشته شدن مهسا امینی تجمع کردند و شعار «من زنده‌ترین خونم، از مرگ مترسان» سر دادند.[۱۶۷]

### ارومیه:
- در ارومیه کسبهٔ بازار به اعتراض به کشته‌شدن مهسا امینی در پنجمین روز اعتراضات، اعتصاب کردند و مغازه‌های خود را باز نکردند.[۱۶۸] در ادامه،مردم این شهر تجمع اعتراضی کردند و شعار «مرگ بر دیکتاتور» و «توپ تانک فشفشه، آخوند باید گم بشه» دادند. در این اعتراضات، معترضان با نیروی امنیتی درگیر شدند.[۱۶۹][۱۷۰][۱۷۱]

### مشهد:
- در ادامه اعتراضات مردمی به کشته‌شدن مهسا امینی، در ظهر چهارشنبه در منطقه تقی‌آباد مشهد، معترضان تجمع اعتراضی کردند و زنان روسری از سر برداشتند[۱۷۲] و شعار «مرگ بر دیکتاتور»، «مرگ بر رئیسی»، «مرگ بر خامنه‌ای» سر دادند.[۱۷۳][۱۷۴] مردم معترض در مشهد به نشانهٔ اعتراض کلانتری نیروهای امنیتی را در منطقه احمدآباد به آتش کشیدند.[۱۷۵] پس از درگیری معترضان با نیروی امنیتی، یک بسیجی توسط معترضان کشته شد.[۱۷۶]

### تهران:
- در تجمعات اعتراضی مردم تهران تعداد بی‌شماری از معترضان در مناطق تجریش، نازی‌آباد، جنت آباد، زعفرانیه، صادقیه و تهرانپارس به خیابان‌ها آمدند و شعارهایی همچون «مرگ بر خامنه‌ای»، «وای به روزی که مسلح شویم»، «مرگ بر دیکتاتور»، «امسال ساله خونه، سید علی کارت تمومه» و «ایرانی می‌میرد، ذلت نمی‌پذیرد» سر دادند.[۱۷۷][۱۷۸][۱۷۹][۱۸۰][۱۸۱][۱۸۲] در ادامه اعتراضات مردمی، معترضان خیابان حافظ را مسدود کردند[۱۸۳] و بنرهای حکومتی را بر روی پل عابر پیاده به آتش کشیدند.[۱۸۴] در یکی از تجمعات در تهران، پلیس ضد شورش به قصد متفرق کردن معترضان به آنها تیراندازی کرد.[۱۸۵]

### سردشت:
- مردم معترض به کشته‌شدن مهسا امینی، در سردشت تجمع اعتراضی برپا کردند[۱۸۶] و از شعار «مرگ بر دیکتاتور» و «زن، زندگی، آزادی» استفاده کردند.[۱۸۷][۱۸۸]

### ورامین:
- مردم معترض به کشته‌شدن مهسا امینی، در ورامین تجمع اعتراضی برپا کردند و نیروی امنیتی برای متفرق کردن معترضان از گاز اشک‌آور استفاده کرد.[۱۸۹]

### اسلام‌آباد غرب:
- در ادامه اعتراضات مردمی به کشته‌شدن مهسا امینی، مردم معترض اسلام‌آباد تجمع اعتراضی کردند.[۱۹۰]

### سمنان:
- مردم معترض سمنان به نشانهٔ اعتراض به کشته‌شدن مهسا امینی، تجمع اعتراضی بر پا کردند.[۱۹۱]

### نوشهر:
- در جریان کشته‌شدن مهسا امینی، مردم معترض در نوشهر، تجمع اعتراضی کردند و در این تجمع دختران روسری‌ های خود را از سر برداشتند.[۱۹۲][۱۹۳] در ادامه اعتراضات معترضان در نوشهر، معترضان ماشین نیروی امنیتی را واژگون کردند.[۱۹۴] در این اعتراضات شعارهایی همچون «مرگ بر دیکتاتور» به گوش می‌رسید.[۱۹۵] در ادامه اعتراضات در نوشهر، مردم معترض تجهیزات سرکوبگران را به آتش کشیدند و فرمانداری شهر را تسخیر کردند.[۱۹۶][۱۹۷]

### بجنورد:
- حدفاصل چهارراه مخابرات تا چهارراه ۱۷ شهریور به‌عنوان شریان اصلی و مرکزی شهر شاهد تجمعاتی بود.[۱۹۸] مردم در این تجمعات شعار «رضا شاه روحت شاد» سر دادند.[۱۹۹]

### گناوه:
- در پی اعتراضات سراسری، اعتراضات در میدان امام خمینی شهر بندر گناوه انجام شد. معترضان شعارهای گوناگونی سر میدادند. نیروهای ضد شورش در ساعت ۹ شب،به معترضان هجوم بردند و با باتوم توانستند سر جمع ۱۲ نفر بازداشت کنند.

### بوکان:
- همچنان اعتراض‌ها و درگیری معترضان در این شهر با نیروهای امنیتی ادامه دارد و تعدادی معترضان زخمی شده‌اند.[۲۰۰][۲۰۱]

### گنبد کاووس:
- در پی کشته‌شدن مهسا امینی، معترضان در گنبد کاووس تجمع اعتراضی کردند[۲۰۲] و شعار «می‌کشم می‌کشم هر آنکه خواهرم کشت» سر دادند.[۲۰۳]

### مرند:
- در ادامه اعتراضات در پی کشته‌شدن مهسا امینی، گروهی از مردم معترض در مرند تجمع اعتراضی برپا کردند.[۲۰۴]

### هشتپر:
- مردم معترض به کشته‌شدن مهسا امینی، در هشتپر تجمع اعتراضی کردند و در این تجمع از شعارهایی همچون «توپ تانک فشفشه آخوند باید گم بشه» سر دادند.[۲۰۵]

### آمل:
- در ادامه جریان کشته‌شدن مهسا امینی، مردم آمل تجمع اعتراضی برپا کردند و در این تجمع بنر خامنه‌ای، رهبر جمهوری اسلامی را پاره کردند[۲۰۶] در این تجمع در آمل شعار «مرگ بر دیکتاتور» و «توپ تانک فشفشه آخوند باید گم بشه» دادند.[۲۰۷][۲۰۸] در ادامه اعتراضات مردمی در آمل، مردم معترض با ایستادگی در مقابل خودروهای نظامی، فرمانداری آمل را به آتش کشیدند و فرمانداری را تسخیر کردند.[۲۰۹]در پی اعتراضات در آمل، برخی از رسانه‌ها همچون ایران وایر، از کشته شدن یازده نفر و بازداشت پنجاه و شش خبر دادند. آرش صادقی در توییتر خود این موضوع را تأیید نمود.[۲۱۰]

### تنکابن:
- در پی کشته‌شدن مهسا امینی مردم معترض در تنکابن تجمع اعتراضی برپا کردند و خطاب به نیروهای امنیتی شعار «نترسید نترسید ما همه هستیم» سر دادند.[۲۱۱] در ادامه اعتراضات در تنکابن، معترضان شهرداری را تسخیر کردند.[۲۱۲]

### رباط کریم:
- در ادامه اعتراضات مردم به کشته‌شدن مهسا امینی، معترضان در رباط کریم به خیابان‌ها آمدند و نیروهای یگان ویژه برای متفرق کردن معترضان به آنها تیراندازی کردند.[۲۱۳]

### سیرجان:
- معترضان به کشته‌شدن مهسا امینی در سیرجان ماشین نیروی انتظامی را واژگون کردند و آتش زدند.[۲۱۴]

### قزوین:
- معترضان به کشته‌شدن مهسا امینی در قزوین با نیروهای ضد شورش درگیر شدند.[۲۱۵] که در این درگیری یکی از نیروهای بسیج توسط معترضان کشته شد.[۲۱۶]

### بابل:
- معترضان به کشته‌شدن مهسا امینی تجمع کردند و خطاب به نیروی انتظامی شعار «نترسید نترسید ما همه هستیم» سر دادند و در ادامه اعتراضات، مردم معترض بنر خامنه‌ای رهبر جمهوری اسلامی را پائین کشیدند.[۲۱۷]

### ابهر:
- گروهی از مردم معترض در ابهر به کشته‌شدن مهسا امینی تجمع اعتراضی برپا کردند.[۲۱۸]

### زاهدان:
- در ادامه تجمعات مردمی به کشته‌شدن مهسا امینی، مردم معترض در زاهدان تجمع اعتراضی کردند و در این تجمع از شعارهایی همچون «ننگ ما ننگ ما، رهبر الدنگ ما» و «توپ تانک فشفشه آخوند باید گم بشه» استفاده کردند.[۲۱۹]

### قوچان:
- در پی کشته‌شدن مهسا امینی، مردم معترض تجمع اعتراضی برپا کردند که در این اعتراضات، معترضان با نیروی امنیتی درگیر شدند.همچنین 2 جوان در اعتراضات مردمی در شهر قوچان توسط نیروهای امنیتی کشته شدند [۲۲۰]

### رضوانشهر:
- در ادامه اعتراضات مردمی به کشته‌شدن مهسا امینی، مردم معترض به خیابان‌ها آمدند و زنان معترض به حجاب اجباری روسری‌های خود را درآوردند.[۲۲۱]

### اسفراین:
- مردم معترض به کشته‌شدن مهسا امینی، در اسفراین تجمع اعتراضی برپا کردند و در این اعتراضات بنر خامنه‌ای رهبر جمهوری اسلامی را پایین آوردند و پاره کردند.[۲۲۲]

### فردیس:
- مردم معترض فردیس، به کشته شدن مهسا امینی تجمع اعتراضی برپا کردند و در این تجمع زنان روسری‌های خود را به آتش کشیدند و شعار «جمهوری اسلامی نمی‌خوایم نمی‌خوایم» سر دادند.[۲۲۳]

### قرچک:
- در ادامه اعتراضات مردمی، مردم معترض در قرچک، فرمانداری شهرستان قرچک را تسخیر کردند.[۲۲۴]

### مهرشهر:
- گروهی از مردم معرض تجمع اعتراضی برپا کردند و شعار «توپ تانک فشفشه آخوند باید گم بشه» و «مرگ بر دیکتاتور» سر دادند.[۲۲۵]

### بابلسر:
- در پی کشته شدن مهسا امینی، مردم معترض در بابلسر به خیابان‌ها آمدند و از شعار «جمهوری اسلامی نمی‌خوایم نمی‌خوایم» استفاده کردند.[۲۲۶]

### کرمانشاه:
- مردم معترض در کرمانشاه، تجمع اعتراضی برپا کردند و ماشین نیروهای امنیتی را به آتش کشیدند.[۲۲۷]

### کرمان:
- مردم معترض در شهر کرمان تجمع ای اعتراضی بر پا کردند و بنر قاسم سلیمانی در خیابان جمهوری اسلامی کرمان را به آتش کشیدند.[۲۲۸]

### گرمسار:
- مردم معترض به کشته‌شدن مهسا امینی، تجمع اعتراضی برپا کردند و تندیس خمینی رهبر پیشین جمهوری اسلامی را به آتش کشیدند.[۲۲۹]

### پاکدشت:
- مردم معترض به کشته‌شدن مهسا امینی، تجمع اعتراضی برپا کردند که نیروهای امنیتی در متفرق کردن معترضان ناموفق بودند.[۲۳۰]

### اردبیل:
- مردم معترض در اردبیل تجمع اعتراضی بر پا کردند که در این تجمع، معترضان با نیروهای امنیتی درگیر شدند و نیروهای امنیتی برای متفرق کردند معترضان به آنها با گلوله تیراندازی مستقیم کرد.[۲۳۱]

### قشم:
- در ادامه اعتراضات مردمی به کشته‌شدن مهسا امینی، تجمع اعتراضی برپا کردند و نیروهای امنیتی برای متفرق کردن معترضان به آنها تیراندازی کردند.[۲۳۲]

### تبریز:
- مردم معترض در تبریز به کشته‌شدن مهسا امینی تجمع اعتراضی بر پا کردند و شعار «مرگ بر دیکتاتور» سر دادند. در این تجمع، یک شعبهٔ از بانک سپه را به آتش کشیدند و در ادامه این تجمع، معترضان با نیروهای امنیتی درگیر شدند.[۲۳۳][۲۳۴] که در این درگیری‌ها یک نیروی بسیجی توسط معترضان کشته شد.[۲۳۵]

### شهریار:
- مردمان معترض به کشته‌شدن مهسا امینی به خیابان‌ها آمدند و شعار «توپ تانک فشفشه آخوند باید گم بشه» سر دادند.[۲۳۶]

### زنجان:
- در پنجمین روز اعتراضات مردمی به کشته‌شدن مهسا امینی، معترضان زنجانی هم به اعتراضات پیوستند و شعار «دشمن ما همین جاست، دروغ میگن آمریکاست» سر دادند.[۲۳۷]

### اصفهان:
- در ادامه تجمعات اعتراضی مردم به کشته‌شدن مهسا امینی در پنجمین روز اعتراضات، مردمان اصفهان تجمع اعتراضی برپا کردند و شعار «توپ تانک فشفشه آخوند باید گم بشه» سر دادند.[۲۳۸]

### ساوه:
- در تاریخ ۳۰ شهریور، معترضان در ساوه در حوالی میدان امام (مخابرات) و خیابان شریعتی تجمع اعتراضی برگزار کردند.[۲۳۹][۲۴۰]چند دختر روسری‌های‌شان را آتش زدند و بدون حجاب در مقابل مأموران پلیس و مردم رقصیدند که با تشویق مردم و شعارهایی چون «مرگ بر خامنه‌ای» همراه شد.[۲۴۱][۲۴۲][۲۴۳][۲۴۴][۲۴۵]تجمع با حملهٔ مأموران پلیس و شلیک گاز اشک‌آور به خشونت کشیده شد و مردم یک دستگاه اتوبوس شرکت واحد را آتش زدند. در ویدیویی که در شبکه‌های اجتماعی منتشر شده یک معترض بیان می‌کند که مردم برای دفاع در برابر پلیس، یگان موتوری تشکیل داده‌اند.[۲۴۶] ۱۲ روز بعد از این تجمع اعتراضی، سپاه پاسدارانِ ناحیه ساوه طی بیانیه‌ای ادّعا کرد عامل آتش‌زدن اتوبوس را شناسایی و دستگیر کرده‌است.[۲۴۷]هنوز هیچ منبع مستقلی این ادعا را تأیید نکرده‌است.

### دماوند:
- در پی تجمع در میدان معلم شهر دماوند، چهارده نفر دستگیر شدند.[۲۴۸]

## ۳۱ شهریور
- قطعی اینترنت که از دیروز توسط حکومت اعمال شده بود، در این روز هم ادامه داشت[۲۴۹]

### تهران:
- معترضان به کشته شدن مهسا امینی در تهران، در مناطق نازی‌آباد، صادقیه، تجریش، تهرانپارس، نارمک و نیاوران تجمع اعتراضی برپا کردند و از شعارهای ضد حکومتی «زن، زندگی، آزادی»، «مرگ بر دیکتاتور» و «مجتبی بمیری، رهبری رو نبینی» استفاده کردند.[۲۵۰][۲۵۱][۲۵۲][۲۵۳] معترضان در نازی‌آباد، کانتس نیروی انتظامی را به آتش کشیدند و روسری‌های خود را به آتش انداختند.[۲۵۴] در صادقیه معترضان خیابان‌ها را با آتش، مسدود کردند.[۲۵۵] در ادامه اعتراضات در تهران، در منطقه نیاوران دختران معترض، روسری خود را در آتش سوزاندند.[۲۵۶] در منطقه نارمک معترضان، با آتش زدن سطل زباله‌ها، خیابان‌ها را مسدود کردند و با نیروهای امنیتی درگیر شدند و نیروی امنیتی برای متفرق کردن معترضان به آنها تیراندازی کرد.[۲۵۷][۲۵۸]

### ملارد:
- مردم معترض به کشته‌شدن مهسا امینی، در ملارد تجمع اعتراضی برپا کردند و شعارهای ضد حکومتی سر دادند.[۲۵۹]

### سلمان‌شهر:
- معترضان در سلمان‌شهر (متل‌قو) در اعتراض به کشته‌شدن مهسا امینی، تجمع اعتراضی برپا کردند و شعار ضد حکومتی «مرگ بر دیکتاتور» سر دادند.[۲۶۰]

### اردبیل:
- در پی کشته‌شدن مهسا امینی، معترضان در اردبیل تجمع اعتراضی برپا کردند و خیابان‌ها را مسدود کردند و شعار «مرگ بر دیکتاتور» و «رضا شاه، روحت شاد» سر دادند.[۲۶۱][۲۶۲]

### کاشمر:
- معترضان در کاشمر تجمع اعتراضی برپا کردند و شعار «جمهوری اسلامی نمی‌خوایم نمی‌خوایم» دادند.[۲۶۳]

### فردیس:
- معترضان در فردیس با نیروهای ضد شورش درگیر شدند و برای مقابله با آنها لاستیک آتش زدند.[۲۶۴]

### همدان:
- در ادامه اعتراضات مردمی به کشته‌شدن مهسا امینی، معترضان تجمع اعتراضی برپا کردند و شعار ضد حکومتی «مجتبی بمیری، رهبری رو نبینی» سر دادند.[۲۶۵]

### پرند:
- معترضان پرند به کشته‌شدن مهسا امینی، تجمع اعتراضی برپا کردند و شعار «مرگ بر دیکتاتور» دادند.[۲۶۶]

### بابل:
- معترضان در بابل به نشانهٔ اعتراض، تجمع اعتراضی برپا کردند و بیلبورد بزرگ خامنه‌ای را که در سطح شهر وجود داشت به آتش کشیدند.[۲۶۷]

### ساوه:
- ۳۱ شهریور، یک روز پس از تجمعات اعتراضی در ساوه، جوّ میدان مخابرات به شدت امنیتی بود[۲۶۸]

### آمل:
- معترضان در آمل پس از سی شهریور در دومین روز اعتراضات خود در شبانگاه ۳۱ شهریور به خیابان‌ها آمدند.[۲۶۹]

### سایر شهرها:
- با وجود قطعی دسترسی اینترنت همراه در مناطق مختلف ایران، تظاهرات در شهرهای کاشان، سنندج، اشنویه، بوکان، تبریز، رضوانشهر، انزلی، کرج، آمل، قشم، کیش، محمودآباد، فومن، رشت، نیشابور، شهرقدس، آبادان، زنجان، اراک، اهواز، لنگرود، اسلامشهر، شیراز، مهاباد، اصفهان، شهریار، گلستان، کرمانشاه، خرم‌آباد، رفسنجان، کرمان، بجنورد و بندرعباس انجام شد.[۲۷۰] مأموران در بوکان و ساری به سمت معترضان تیراندازی کردند.[۲۷۱] در مشهد چندین تن بازداشت شدند.

## کشته‌شدگان سرشناس شهریور
- ۲۹ شهریور:
  - نیکا شاکرمی
  - مینو مجیدی
  - میلاد زارع
- ۳۰ شهریور:
  - حدیث نجفی
  - سارینا اسماعیل‌زاده
  - محمدرضا سروری
  - محمدحسن ترکمان
  - حنانه کیا
  - غزاله چلابی
  - ساسان قربانی
  - ابوالفضل مهدی پور روشن
- ۳۱ شهریور
  - شیرین علیزاده
  - مهسا موگویی

## ۱ مهر
- سومین روز قطعی اینترنت در پی اعتراضات سراسری

### تهران:
- مردم استان تهران در این روز تجمعات گسترده اعتراضی در سراسر استان برپا کردند. جو امنیتی متشنج در سراسر شهر برپا بود و نیروهای امنیتی برای جلوگیری از تجمع معترضان به آنان گاز اشک آور پرتاب می‌کردند.

### مشهد:
- نیروهای امنیتی با لباس‌های شخصی در بین مردم نفوذ کردند و چندین نفر را در مسجد امین حبس کردند.

### رشت:
- معترضان در رشت، در ادامه اعتراضات با وجود قطعی اینترنت سراسری، تجمع اعتراضی کردند.[۲۷۲]

### اشنویه:
- در بامداد این روز، شهر به‌طور کامل در اختیار معترضان درآمد.[۲۷۳]

### بابل:
- معترضان در بابل به نشانهٔ اعتراض کلانتری شریعتی را به آتش کشیدند.[۲۷۴]

## ۲ مهر
- چهارمین روز قطعی اینترنت در پی اعتراضات سراسری

### دانشگاه تهران:
- دانشجویان دانشگاه تهران بار دیگر تجمع اعتراضی برپا کردند. در این تجمع دانشجویان با نیروهای امنیتی درگیر شدند و نیروهای امنیتی برای متفرق کردن معترضان، به آنها تیر ساچمه‌ای زدند.[۲۷۵]

### تهران:
- معترضان در تهران در ادامه اعتراضات مردمی، با حضور گسترده در مناطق نارمک، صادقیه، اکباتان، ستارخان، نیاوران، تجریش، بلوار کشاورز و آریاشهر به خیابان‌ها آمدند و شعارهای ضد حکومتی از جمله؛ «مرگ بر دیکتاتور»، «جمهوری اسلامی نمی‌خوایم نمی‌خوایم»، «مجتبی بمیری، رهبری رو نبینی»، «امسال سالِ خونه، سید علی سرنگونه»، «می‌کشم می‌کشم هر آنکه خواهرم کشت» و «می‌جنگیم می‌میریم ایرانو پس می‌گیریم» سر دادند.[۲۷۶][۲۷۷][۲۷۸][۲۷۹][۲۸۰][۲۸۱] در ادامه اعتراضات مردمی در تهران در دوم مهرماه، معترضان در مترو صادقیه تجمع اعتراضی برپا کردند[۲۸۲] و در ستارخان معترضان با آتش‌زدن سطل زباله‌ها خیابان‌ها را مسدود کردند و نیروهای امنیتی برای متفرق کردن معترضان با آنها درگیر شدند.[۲۸۳][۲۸۴] همچنین معترضان در ستارخان موتورهای نیروهای امنیتی را به آتش کشیدند.[۲۸۵] و در بلوار کشاورز با صدای بوق ممتد خودروها اعتراض خود را اعلام کردند.[۲۸۶] در ویدیویی که در شبکه‌های اجتماعی منتشر شده، یک معترض با پرچم شیر و خورشید به خیابان آمده بود. معترضان همچنین در هفت حوض تهران شعار «کردستان کردستان، چشم و چراغ ایران» سر دادند. آنها همچنین شعارهایی در حمایت از علی کریمی سر دادند. تظاهرات در مناطق ستارخان، بلوار کشاورز، خیابان ولیعصر، نارمک، دانشگاه تهران، میدان انقلاب، تهرانپارس، صادقیه، پیروزی، اسلامشهر و شهریار و دیگر نقاط استان تهران به‌طور گسترده برپا بود.

### شیراز:
- معترضان در خیابان زند تجمع اعتراضی برپا کردند و شعار «مرگ بر دیکتاتور» سر دادند.[۲۸۷] همچنین یک زن در میان تشویق جمعیت به بالای یک اتومبیل رفت و به نشانهٔ اعتراض روسری از سر برداشت کرد.[۲۸۸]

### سنندج:
- معترضان در سنندج راهپیمایی اعتراضی برپا کردند و شعار «مرگ بر دیکتاتور» سر دادند.[۲۸۹] همچنین گروهی دیگر از معترضان در سنندج با درآوردن صدای بوق ممتد خودروهای خود، اعتراض خود را اعلام کردند.[۲۹۰]

### کرج:
- معترضان در مهردشت کرج شبانه تجمع کرده و زنان روسری‌های خود را به نشانه اعتراض می‌سوزانند در گوهردشت نیز معترضان بنر سازمان آب و فاضلاب را که روی آن تصویر خمینی و خامنه ای بود آتش زدند.

## ۳ مهر
در این روز سی‌ان‌ان مقاله‌ای دربارهٔ اعتراضات ایرانیان منتشر کرد که در بخشی از آن نوشته شده: «در این اعتراضات، نسل جوانی از ایرانیان علیه دهه‌ها سرکوب در خیابان‌ها قیام می‌کنند و مسلماً جسورتر از همیشه هستند.»

### تهران:
در تهران، معترضان در مناطق مختلف از جمله نارمک، پونک، پردیس، صادقیه، سعادت‌آباد، هفت‌حوض، ستارخان و اکباتان، تجمع‌های پرشمار برگزار کردند و علیه حکومت شعار دادند. معترضان در خیابان سازمان آب تهران فریاد می‌زدند که تعداد مأموران بسیار کم است و از مردم می‌خواستنند در خیابان‌ها بمانند. دو زن در هفت‌حوض روسری‌هایشان را آتش زدند و گروهی از زنان در تجمع ستارخان روسری‌های خود را درآوردند. شماری از دختران در تهران با شعار «نه به حجاب اجباری»، روسری های‌شان را در آتش سوزاندند؛ مراسمی که صدای آمریکا آن را «حجاب‌سوزان» نامیده. همچنین دانشجویان در کوی دانشگاه تهران تجمع کرده و شعار «زندانی سیاسی آزاد باید گردد» سر دادند. شعارِ «تا انقلاب نکردیم به خونه برنگردیم» شعار جدیدی بود که در کنار شعارهای دیگر در تهران سرداده شد.خبرگزاری ایرنا نوشت که یک بسیجی به نام میلاد استاد هاشم در جریان تجمع معترضان در هفت‌حوض تهران کشته شده‌است.

### کرج:
- اعتراضات با شعارهایی چون «تا آخوند کفن نشود این وطن وطن نشود» ادامه یافت.[۲۹۷]

### شیراز:
- ویدیویی که ایران اینترنشنال و صدای آمریکا منتشر کرده‌اند نشان می‌دهد تجمع اعتراضی با شعار «مرگ بر دیکتاتور» در شیراز شکل گرفته.[۲۹۸][۲۹۹] همچنین ویدیویی که بی‌بی‌سی منتشر کرده از حضور سنگین نیروهای امنیتی در معالی‌آباد و اعتراض مردم با صدای بوق ممتد خودروهای‌شان خبر می‌دهد.[۳۰۰]

### تبریز:
- زنان در تبریز روسری‌های خود را در خیابان از سر برداشتند و خودروها اعتراض‌شان به حکومت را با بوق ممتد نشان دادند.[۲۹۳]

### زاهدان:
- در ویدیویی که در شبکه‌های اجتماعی منتشر شده یکی از معترضان در استان سیستان و بلوچستان جلوی گلوله ایستاده می‌گوید: «مزدوران خامنه‌ای، ناموس کُرد ناموس بلوچ است»[۳۰۱][۳۰۲]

### سنندج:
- تجمعات اعتراضی در سنندج در این روز هم برگزار شد.[۳۰۳]

### اصفهان:
- تجمع اعتراضی در اصفهان هم ادامه یافت.[۳۰۴][۳۰۵]

### بوشهر:
- اعتراضات مردم بوشهر با شعارهایی چون «این آخرین پیامه، هدف کلّ نظامه» ادامه یافت.[۳۰۶]

### یزد:
- در یزد هم مانند بسیاری از شهرهای دیگر، معترضان با نیروهای سرکوب‌گر درگیر شدند.[۳۰۷]

## ۵ مهر
اعتراضات مردم در شهرهای مختلف با تاریک شدن هوا در روز سه‌شنبه ۵ مهر همچنان ادامه داشته‌است. معترضان در چابهار، یزد، مناطق مختلف تهران (به ویژه شرق)، کرمانشاه و کرج شعارهای ضد حکومتی از جمله «زن، زندگی، آزادی» و «مرگ بر دیکتاتور» سر دادند. تظاهرات و تجمعات ایرانیان خارج از کشور نیز همچنان ادامه دارد.
در چابهار معترضان فرمانداری شهر را به آتش کشیدند.
همچنین شهرهای سنندج، شیراز و بوشهر نیز ناآرام و معترض بوده‌اند.

## ۶ مهر
در تهران اعتراضات با شعار دادن از پنچره و پشت‌بام خانه‌ها در مناطق شمالی شهر و همچنین مناطق چیتگر و سعادت‌آباد ادامه یافت. همچنین در شهرهای سنندج و شیراز، مردم و دانشجویان در خیابان‌ها و محوطه دانشگاه‌ها به اعتراض پرداختند.

## ۷ مهر

### بیانیهٔ فعالان حوزهٔ کودکان و نوجوانان
روز پنجشنبه ۷ مهرماه ،۸۰۰ نفر از نویسندگان و فعالان حوزه ادبیات و رشته‌های مختلف کودکان و نوجوانان، طی بیانیه‌ای دربارهٔ تداوم نقض گستردهٔ حقوق کودکان در ایران هشدار دارند. درمیان این ۸۰۰ نفر، چهره‌های سرشناسی مانند مصطفی رحماندوست، مرضیه برومند و افسانه شعبانژاد دیده می‌شود و در بیانیهٔ خود گفته‌اند «براساس مفاد پیمان‌نامهٔ جهانی حقوق کودک و همین‌طور قانون حمایت از اطفال و نوجوانانِ ایران، پاسخ هیچ معترضی، به ویژه معترض نوجوان گلوله و جای او در زندان نیست. ما مجدانه خواستار آزادی فوری نوجوانان بازداشت‌شده و پایان‌دادن به سرکوب خونینِ معترضان هستیم».
روز پنجشنبه ۷ مهر ویدئوهای منتشرشده در شبکه‌های اجتماعی حاکی از آن بود که تظاهرکنندگان در چندین شهر از جمله تهران، بندرعباس، کرمان، سنندج، رشت، قم، مشهد و مسجدسلیمان بار دیگر خواهان پایان حکومت جمهوری اسلامی شده‌اند. هم‌زمان اعتصاب‌هایی به خصوص در دانشگاه‌ها به جریان افتاده‌است. در این روز بیش از ۲۰۰ نفر از استادان و مدرسین دانشگاه‌های سراسر ایران با امضای بیانیهٔ شدیدالحنی خواستار آزادی دانشجویان بازداشتی شدند و هشدار دادند تا آنها آزاد نشوند، دانشگاه‌ها به روال عادی برنمی‌گردد.

### رشت:
- ویدیوئی در شبکه‌های اجتماعی منتشر شده که نشان می‌دهد عده‌ای از شهروندان رشت در این شهر تجمع کرده و شعار «مرگ بر دیکتاتور» و «زن، زندگی، آزادی» سر داده‌اند.[۳۱۵]

### قم:
- شهروندان قم با آمدن به خیابان‌ها تجمع اعتراضی برگزار کردند. در ویدیویی که منتشر شده آن‌ها با روشن کردن آتش و به میان خیابان آوردن سطل‌های زباله، تردد را مسدود کرده‌اند و در کمی دورتر درگیری میان یک جمع دیده می‌شود که افراد نزدیک به محل فیلمبرداری از آن استقبال می‌کنند و شعار «توپ تفنگ فشفشه، آخوند باید گم بشه» سر می‌دهند.[۳۱۵]

### تهران:
- شهروندان تهرانی در منطقه تجریش در شمال پایتخت با به صدا درآوردن بوق خودروهای‌شان اعتراض می‌کنند. در ویدیویی که منتشر شده، فرد ضبط‌ کنندهٔ ویدیو می‌گوید موتورسواران با زدن به میان مردم تلاش دارند آن‌ها را متفرق و از کنار هم آمدن دور کنند.[۳۱۵]

### سنندج:
- در یک ویدئو از این شهر که بی‌بی‌سی دریافت کرده گروهی از معترضان ظاهراً با یک مأمور درگیر شده‌اند و در آن نزدیکی صدای مکرر شلیک تیر شنیده می‌شود.[۳۱۵]

## ۸ مهر

### زاهدان:
- در روز جمعه ۸ مهر در پی فراخوانی برای اعتراض به «قتل حکومتی مهسا امینی» و همچنین «تجاوز به دختر ۱۵ ساله بلوچ توسط سرهنگ ابراهیم کوچک‌زایی فرمانده انتظامی چابهار» در حاشیه برگزاری نماز جمعه در زاهدان تظاهراتی برپا شد که ساعاتی پس از اتمام نماز جمعه به خشونتی مرگبار کشیده شد. طبق آمار رسمی ۱۹ نفر کشته شده‌اند و به گفته خبرگزاری «حال‌وش» تعداد کشته‌ها به ۳۶ تن رسیده و ۵۰ نفر نیز مجروح شده‌اند.[۳۱۶] اما کمپین فعالان بلوچ نوشته‌است که «بر اساس اعلام منابع میدانی» تعداد کشته‌ها ۴۲ نفر و تعداد زخمی‌ها ۱۹۳ نفر است که از این میان «۱۶۰ نفر با تیر جنگی و بقیه در اثر اصابت تیر ساچمه‌ای مجروح شده‌اند.»[۳۱۷] خبرگزاری دولتی ایرنا نیز به نقل از یک منبع آگاه از کشته شدن سرهنگ علی موسوی مسئول اطلاعات سپاه سلمان سیستان و بلوچستان خبر داد.[۳۱۸] اداره آموزش و پرورش سیستان و بلوچستان اعلام کرد که مدارس شهر زاهدان روز شنبه تعطیل خواهد بود.[۳۱۹]

## ۹ مهر
- مجلهٔ آتلانتیک

مجلهٔ آتلانتیک روز شنبه ۹ مهرماه مقاله‌ای منتشر کرد که در آن نوشته شده بود: در حالی که مطالبهٔ اصلی تظاهرکنندگان در سال ۸۸ اصلاحات بود، این بار ایرانیان با سردادن شعارِ «می‌جنگیم، می‌میریم، ایرانو پس می‌گیریم» خواستار سرنگونی حکومت جمهوری اسلامی هستند. معترضان ایرانی هیچ «توهمی» دربارهٔ اصلاح دولت جمهوری اسلامی ندارند و این بار مخرج مشترک خواسته‌های آن‌ها تنفر از رژیم جمهوری اسلامی و براندازی آن است.
نویسندهٔ مقاله در ادامه به حضور فعّالانهٔ دهه‌هشتادی‌ها در تظاهرات جاری اشاره می‌کند و به نقل از یک دوست روزنامه‌نگار ایرانی خود می‌گوید شجاعت و آمادگی آنها برای مبارزه در راه آزادی، شگفت‌آور است.
- طومار پزشکان ایرانی

در این روز ۸۰۰ نفر از پزشکان ایرانی با انتشار طوماری از سازمان نظام پزشکی خواستند که مانع از به‌کارگیری تجهیزات و خودروهای پزشکی با اهدافی غیر از سلامت و درمان شود. این طومار در واکنش به استفادهٔ حکومت از آمبولانسها برای حمل‌ونقل نیروهای امنیتی منتشر شده. براساس اظهارات افرادی مانند حسین رونقی -که یک فعال مدنی است- نیروهای امنیتی و انتظامی از آمبولانس برای بازداشت معترضان در محل خانه و محل کار نیز استفاده می‌کنند. او در ویدیویی خبر داده بود که از دست مأموران فرار کرده و مأموران با آمبولانس به خانه او هجوم برده بودند. براساس گزارش‌ها در اعتراضات دی‌ماه ۹۶ و آبان‌ماه ۹۸ نیز از آمبولانس برای حمل و نقل نیروهای یگان ویژه و بازداشت معترضان استفاده شده‌است.
شنبه در بیش از ۲۰ دانشگاه دولتی و آزاد ایران دانشجویان و برخی از استادان و کادر علمی دست به تظاهرات و تجمع اعتراضی زدند. دانشجویان ۹ مهر در شهرهای تهران، یزد، شیراز، اصفهان، زنجان، کرمان، مشهد، کرج و کرمانشاه، شعارهایی از جمله «زن، زندگی، آزادی»، «زندانی سیاسی آزاد باید گردد»، «مرگ بر دیکتاتور» و «دانشجوی زندانی آزاد باید گردد» سر دادند. نیروهای انتظامی و امنیتی در برخی از تجمعات به دانشجویان با شلیک گاز اشک‌آور حمله کردند.
دانشگاه تهران، دانشگاه صنعتی شریف، دانشگاه علم و صنعت تهران، دانشگاه شهید بهشتی، پردیس شهید عباسپور، دانشکده دندانپزشکی دانشگاه آزاد تهران، دانشگاه آزاد کرج، دانشگاه خوارزمی کرج، دانشگاه فردوسی مشهد، دانشگاه آزاد مشهد، دانشگاه تربیت مدرس تهران، دانشگاه آزاد تهران مرکز (پونک)، دانشگاه آزاد تهران شمال (حکیمیه)، دانشگاه علم و هنر یزد، دانشگاه اصفهان، دانشگاه شیراز، دانشگاه باهنر کرمان، دانشگاه هنر و معماری پارس، دانشگاه رازی کرمانشاه، دانشگاه زنجان
- اعتصاب و اعتراض در کردستان: در شهرهای سنندج، سقز، دهگلان، دیواندره، بیجار، قروه، بوکان، مهاباد، کرمانشاه و ایلام تظاهرات برگزار شد.
- تجمعات گسترده اعتراضی ایرانیان در کشورهای مختلف در بیش از ۱۵۰ شهر:[۳۲۴] در تورنتو بنا بر برآورد پلیس ۵۰ هزار نفر به خیابان‌ها آمدند.[۳۲۵]

## ۱۰ مهر

### دانشگاه شهید بهشتی:
- دانشجوها در این دانشگاه روسری‌ها را سوزاندند و شعار دادند: بهش نگید اعتراض، اسمش شده انقلاب.[۳۲۶]
- یکشنبه ۱۰ مهر، دانش‌آموزان مدرسه‌ای در شیراز روز یکشنبه با فریاد «مرگ بر دیکتاتور» در مدرسه دست به اعتراض زدند.[۳۲۷]

### حمله به دانشگاه صنعتی شریف:
- در ۱۰ مهر ماه در پی اعتراض دانشجویان دانشکده توسط نیروهای امنیتی و لباس شخصی‌ها محاصره و ضمن علامت گذاری دانشجویان با تفنگ پینت بال هنگام خروج توسط لباس شخصی‌ها بازداشت می‌شدند، نیروی حراست نیز از خروج دانشجویان ممانعت می‌نمود، سر انجام نیروهای امنیتی به داخل دانشگاه حمله و در پارکینگ دانشگاه اقدام به تیراندازی با فشنگ جنگی به دانشجویان نمودند.[۳۲۸][۳۲۹][۳۳۰]
- خبرگزاری فارس، وابسته به سپاه پاسداران، گزارش داد فرمانده یگان امداد نیروی انتظامی مریوان در جریان اعتراضات در این شهر کشته شده‌است.[۳۳۱][۳۳۲]

## ۱۱ مهر
به گزارش نت‌بلاکس در این روز یکی از شدیدترین قطعی‌های اینترنت در سراسر ایران اعمال شد و ارتباطات خارجی از طریق اینترنت در بسیاری از مناطق به‌طور کامل قطع شد.

### تهران:
- ویدیوهایی از منطقهٔ اقدسیه‌ی تهران و خیابان شریعتی منتشر شده که نشان می‌دهد زنان بدون حجاب در خیابان در حال شعار دادن هستند و صدای بوق ممتد خودروها شنیده می‌شود. مردم در شهرک اکباتان هم تجمع کرده و شعارهایی چون «فکر نکنید امشبه، قرار ما هرشبه»، «توپ تانک فشفشه آخوند باید گم بشه» و «مرگ بر اصل ولایت فقیه» سر دادند. در ویدیویی که از این شهرک به دست بی‌بی‌سی رسیده صدای شلیک گلوله شنیده و حضور سنگین موتورسواران دیده می‌شود. فرستندهٔ ویدیوها می‌گوید این وضعیتِ هر شبِ شهرک اکباتان طی یک هفته گذشته‌است.[۳۳۴] دانشجویان دانشگاه آزاد تهران هم با برگزاری تجمع شعارهایی از جمله «دانشجوی زندانی آزاد باید گردد» دادند.[۳۳۵]

### خرم‌آباد:
- ویدیوهای منتشرشده از شلیک مستقیم نیروهای امنیتی به عزاداران نیکا شاکرمی خبر می‌دهند. در این ویدیوها که در قبرستان صالحین خرم‌آباد ضبط شده، تعدادی از عزاداران دیده می‌شوند که با تیر ساچمه‌ای زخمی شده‌اند. مردی در این میان فریاد می‌زند: «انقلاب شروع شده بدبختا، باید قرص خواب بخورید بدبختا». یک شاهد عینی به بی‌بی‌سی گفت که مردم برای شرکت در مراسم آمده بودند، اما در کمال ناباوری فهمیدند که نیروهای امنیتی همان صبح نیکا را بدون حضور بستگان و مردم در روستای حیات‌الغیب از توابع ویسیان دفن کردند. مردم شعار«مرگ بر دیکتاتور» سر داده و مأموران به آنها حمله کرده‌اند. در یک ویدیوی منتشرشده دیگر در شبکه‌های اجتماعی، فردی که گفته می‌شود مادر نیکا شاکرمی است به تکرار می‌گوید: «شهادتت مبارک نیکا».[۳۳۴]
- مردم در ادامهٔ اعتراضات شبانه، از بام و بالکن خانه‌ها شعار «مرگ بر دیکتاتور» سر دادند.[۳۳۳]
- جمعی از دانشجویان دانشگاه‌های الزهرا، خوارزمی تهران و نجف‌آباد اصفهان ضمن اعلام همبستگی با دانشجویان دانشگاه شریف، آزادی همهٔ دانشجویان زندانی را خواستار شدند. دانشجویان دانشگاه نجف‌آباد اصفهان با دست‌زدن و پای‌کوبی شعارِ ممتدِ «آزادی آزادی آزادی» سردادند[۳۳۳] در دانشکده منابع طبیعی کرج هم تجمعی برگزار شد.[۳۳۵]

### اعتراض دانش‌آموزان در ایران:
- براساس تصاویر منتشرشده در فضای مجازی، برخی دانش‌آموزان معترض، ابتدا در داخل مدرسه عکس رهبران کنونی و سابق جمهوری اسلامی را پاره کردند و سپس در خیابان‌ها بدون حجاب اجباری راهپیمایی کرده و شعار «زن، زندگی، آزادی» سر دادند.[۳۳۳]دانش‌آموزان دختر مدرسه ای در کرج با سر دادن شعارِ «بی‌شرف، بی‌شرف» یک مقام وزارت آموزش و پرورش را از مدرسه بیرون کردند.[۳۳]
- در این روز تصویری از یک کلاس درس در یکی از مدرسه‌های ایران منتشر شد که در آن دختران، مقنعه از سر برداشته‌اند و یکی از آن‌ها پلاکاردی با شعار «زن زندگی آزادی» در دست دارد.[۳۳۶]

## ۱۲ مهر

### تهران:
- ظهر روز ۱۲ مهر، دانشکدهٔ مکانیک دانشگاه خواجه نصیر واقع در منطقهٔ ونک، در محاصرهٔ نیروهای یگان ویژه قرار گرفت. این اتفاق در حالی رخ داد که جمعی از دانشجویان این دانشکده با سر دادن شعارهایی از جمله «زن، زندگی، آزادی» دست به تحصن و اعتراض زدند. آن‌ها همچنین خطاب به مأموران امنیتی، شعارِ «بی‌غیرت کم آورده، رفته تفنگ آورده» سر دادند.

از صبح این روز، تجمع دانشجویان دانشگاه تربیت مدرس و دانشکده مدیریت دانشگاه تهران هم در دو سوی نرده‌های دانشگاه برپا شد.
دانشجویان دانشگاه الزهرا هم در تجمع خود خطاب به دانشجویان بسیجی که در سمت دیگر حیاط دانشگاه جمع شده بودند شعارِ «پرچمت رو تکون بده، ساندیست رو نشون بده» سر دادند.
در دانشگاه شهید بهشتی هم دانشجویان با برگزاری تجمع، شعارهایی از جمله «بسیجیِ دروغگو، کارتِ دانشجوییت کو؟» سر دادند.
دانشجویان دانشگاه علم و صنعت تهران در حیاط دانشگاه تحصن کرده و شعار «دانشجوی با غیرت حمایت حمایت» سر دادند.

### تبریز:
- دانشجویان دانشگاه علوم پزشکی تبریز با برگزاری تجمعی، شعارِ «از کردستان تا تبریز، فقر و فساد و تبعیض» سر دادند.[۳۳۷]

### سنندج:
- دانشجویان دانشگاه علوم پزشکی کردستان با برگزاری تجمعی در محوطه این دانشگاه، شعارِ «از شریف تا کردستان، خونین تمام ایران» سردادند.[۳۳۷]

### رشت:
- دانشجویان دانشگاه علوم پزشکی گیلان با برگزاری تجمع در حیاط بیمارستان رازی، پلاکاردهایی از قبیل «پف‌فیل آجیل نمی‌شه، بسیجی دانشجو نمی‌شه» و «آمبولانس وسیله‌ای است برای حمل بیمار» در دست گرفتند.[۳۳۷]

### ارومیه:
- در ارومیه دانشجویان با برگزاری تجمعی در صحن دانشگاه شعارهایی از جمله «دانشجوی زندانی آزاد باید گردد» سر دادند.[۳۳۷]

### مشهد:
- دانشجویان دانشگاه فردوسی مشهد با شعار «مشهد، زاهدان، جانم فدای ایران» و «عدالت، آزادی، حجاب اختیاری»، تجمعی گسترده در این دانشگاه شکل دادند. بر اساس گزارش‌ها، این تجمع مقابل دانشکده علوم پایه دانشگاه فردوسی مشهد برپا شد و دانشجویان معترض شعارِ «این دیگه اعتراض نیست، شروع انقلابه» سر دادند. علاوه بر دانشگاه فردوسی، شمار زیادی از دانشجویان در واحد خواهران «دانشگاه امام رضای مشهد» هم دست به تجمع زدند.[۳۳۷]
- بر اساس گزارش‌ها و تصاویر منتشر شده، دانشجویان دانشگاه صنعتی نوشیروانی بابل و همچنین دانشجویان دانشگاه قم نیز در صحن دانشگاه‌های خود تجمع کردند.[۳۳۷]

### اعتراض دانش‌آموزان در ایران:
- دانش‌آموزان تعدادی از مدارس در شهرهای مختلف ایران، از جمله تهران، کرج و شیراز، با حضور در خیابان‌ها از مردم حاضر در صحنه دعوت کردند تا به آنها بپیوندند.[۳۳۸][۳۳۹]
- در هجدهمین روز اعتراضات در ایران دختران دانش‌آموز در استان‌های تهران، البرز، کردستان و فارس تظاهرات را به خیابان‌ها کشاندند. در فردیس دانش‌آموزان شعار «مرگ بر دیکتاتور» دادند. در ادامه اعتراضات نیروهای انتظامی با گاز اشک‌آور به دانش‌آموزان معترض حمله کردند.[۳۴۰]

### ایرانشهر:
- در ایرانشهر، دانش‌آموزان دبیرستان دخترانه «توحید» با حمل پلاکارد و دادن شعار در سطح خیابان‌های این شهر، تجمع اعتراضی برپا کردند.[۳۳۸]

## ۱۳ مهر
تصاویر منتشرشده در شبکه‌های اجتماعی از شکل‌گیری تجمع‌های اعتراضی در شامگاه چهارشنبه در اصفهان، شیراز، قم، تالش، کرمانشاه و مناطقی از تهران حکایت دارند.
در ویدئویی، گروهی از زنان در کرمانشاه با شعار «زن، زندگی، آزادی» به خیابان‌ها آمده‌اند. گروهی از جوانان در تالش هم با روشن کردن آتش، خیابان‌ها را مسدود کردند.
همچنین تصاویری از تهران منتشر شده‌است که نشان می‌دهند خودروهای عبوری در منطقه تجریش با بوق زدن از معترضانی که در خیابان شعار می‌دهند، حمایت می‌کنند.

## ۱۴ مهر

### سقز:
شماری از معلم‌های شهر سقّز -زادگاه مهسا امینی- پنجشنبه ۱۴ مهر به نشانهٔ همدلی و همبستگی با مردم بلوچستان در یکی از شعبه‌های اهدای خون حضور یافته و به مجروحان جمعهٔ سیاه زاهدان خون اهدا کردند. این معلم‌ها برگه‌هایی در دست داشتند که روی آن‌ها نوشته شده بود «جانم فدای دانش‌آموزان‌مان»، «کردستان پشتیبان زاهدان» و «ژن ژیان ئازادی»

### تهران:
ویدیویی از خیابان ولی‌عصر تهران در شبکه‌های اجتماعی منتشر شده که در آن صدای بوق‌های اعتراضی شهروندان شنیده می‌شود و کسی که ویدیو را ضبط کرده می‌گوید: «انقلاب ادامه دارد» همچنین صدای فرد دیگری شنیده می‌شود که فریاد می‌زند «زن، زندگی، آزادی»

## ۱۶ مهر

### تهران:
- روز شنبه ۱۶ مهر تجمعات در محله‌ها و دانشگاه‌های مختلف تهران به دعوت جوانان محلات تهران (اعلامیه شماره ۷) از ظهر شروع شد. ۱۶ مهر نقطه عطفی در روند اعتراضات به‌شمار رفته‌است، زیرا بخش‌های بزرگی از محلات جنوب شهر تهران که رژیم سال‌ها روی وفاداری ساکنان آنها به خود حساب ویژه باز کرده بود، بر علیه حکومت به پا خواستند. مردم در حوالی بازار تهران، گروهی از مأموران امنیتی را وادار به عقب‌نشینی کردند. در محله بسیار کلیدی نازی‌آباد که رژیم همیشه وفاداری اهالی آن را از پشتوانه‌های اساسی برای بقای خود می‌انگاشت، شدت اعتراضات به قدری زیاد بود که نیروهای امنیتی عملاً محله را تخلیه کرده و سراسر نازی‌آباد به دست مردم افتاد.[۳۴۵][۳۴۶][۳۴۷][۳۴۸]

### دانشگاه الزهرا:
- در این روز همزمان با حضور ابراهیم رئیسی در دانشگاه الزهرا به مناسبت شروع سال تحصیلی، دانشجویان این دانشگاه تجمع کرده و شعارهایی از جمله «رئیسی برو گمشو»، «توپ تانک فشفشه، آخوند باید گم بشه»، «مرگ بر ستمگر چه شاه باشه چه رهبر»، «رئیس‌جمهور دانشگاه، دانشجوها بازداشتگاه» و «سیستم فاسد نمی‌خوایم، مهمون قاتل نمی‌خوایم» سر دادند.

### دانشگاه صنعتی شریف:
- پیرامون دانشگاه صنعتی شریف، نیروهای امنیتی با معترضان برخورد کرده و به سمت آن‌ها گاز اشک‌آور شلیک کردند. ویدیویی از اطراف این دانشگاه منتشر شده که در آن فردی فریاد می‌زند که «مأموران فرار کرده‌اند و خیابان در دست ماست» و از مردم می‌خواهد که از خانه‌ها بیرون بیایند.

### دانشگاه آزاد سوهانک:
- دانشجویان دانشگاه آزاد واحد سوهانک با برگزاری تجمع شعارهایی از جمله «دانشجو می‌میرد ذلت نمی‌پذیرد» و «بگو آزادی، آزادی، آزادی» سر دادند.

### دانشگاه امیرکبیر:
- دانشجویان دانشگاه امیرکبیر هم با برگزاری تجمع شعارهایی از قبیل «آهای آهای نِشَسته‌ها، مهسای بعدی از شماست» و «نیکای ما رو بردن، جنازه‌شو آوردن» سر دادند.

### کرج:
- شهروندان در کرج از ظهر با برگزاری تجمع و روشن کردن آتش، شعارهایی چون «آزادی، آزادی، آزادی»، «زن، زندگی، آزادی / مرد، میهن، آبادی»، «توپ تانک فشفشه، آخوند باید گم بشه»، «اگه باهم یکی نشیم، یکی یکی کشته میشیم» و «مرگ بر دیکتاتور» سر دادند.[نیازمند منبع]

### اراک:
- تجمعات از ظهر با شعارهایی چون «اراکیِ باغیرت، حمایت حمایت» و «زن، زندگی، آزادی / مرد، میهن، آبادی» آغاز شد.[نیازمند منبع]

### مشهد:
- تجمعات اعتراضی از ظهر آغاز شد و مردم شعارهایی چون «مرگ بر دیکتاتور»، «آزادی، آزادی، آزادی» و «توپ تانک فشفشه، آخوند باید گم بشه» سر دادند.[نیازمند منبع]

### اصفهان:
- تجمعات از ظهر شروع شد و مردم شعارهایی چون «زن، زندگی، آزادی» سر دادند.[نیازمند منبع]

### شاهین‌شهر:
- معترضان در این شهر از ظهر تجمع برگزار کرده و شعارهایی از جمله «جمهوری اسلامی نمی‌خوایم نمی‌خوایم» سر دادند.[نیازمند منبع]

### بابل:
- معترضان در بابل از ظهر تجمع برگزار کرده و شعار دادند.[نیازمند منبع]

### سنندج:
- تجمعات اعتراضی از ظهر آغاز شد و معترضان آتش روشن کرده و شعار دادند. در خیابان ششم بهمن سنندج، نیروهای سرکوب‌گر به سوی یک راننده اتومبیل که به نشانهٔ اعتراض بوق می‌زد، تیراندازی کرده و او را کشتند. گزارش ها حاکی از آن است که این فرد، داریوش علیزاده نام داشت.او، از ناحیهٔ سر هدف تیراندازی قرار گرفته‌است. در ویدیویی که منتشر شده، مردمِ حاضر در صحنه، نیروهای امنیتی را «بی‌شرف» خطاب می‌کنند.[۳۴۹][۳۵۰]مرکز حقوق بشر ایران گزارش داد که اعتراض‌ها در سنندج به سرعت فراگیر شده و در چهارراه جام‌جم، مأموران امنیتی از مقابل مردم گریخته‌اند و خیابان در تسخیر مردم است. سازمان حقوق بشری هه‌نگاو نیز گزارش داد که نیروهای امنیتی کنترل بخش‌هایی از شهر را از دست داده‌اند. به گفتهٔ این سازمان، معترضان جادهٔ سنندج به مریوان را نیز مسدود کرده‌اند.[۳۵۱]ویدیویی نیز از این شهر منتشر شده که در آن مأموران امنیتی به‌طور دسته‌جمعی در حال فرار از دست مردمِ معترض هستند.

### کرمان:
- تجمعات اعتراضی از ظهر آغاز شد.[نیازمند منبع]

### همدان:
- تجمعات اعتراضی هم در دانشگاه و هم در خیابان‌ها صورت گرفت.[نیازمند منبع]

### قم:
- ویدیویی از قم منتشر شده که یک زن با پوشش چادر، «زن، زندگی، آزادی» و «مرگ بر دیکتاتور» را دیوارنویسی می‌کند.

### مهاباد:
- ویدیویی از تجمع اعتراضی مردم مهاباد منتشر شده که در آن زنی با روسریِ سوزان می‌رقصد و مردم با شعار «مرگ بر دیکتاتور» او را همراهی می‌کنند.
- یزد: ویدیوی منتشرشده از یزد نشان می‌دهد تعدادی از زنان بدون حجاب در شهر یزد پیاده‌روی می‌کنند و شعارِ «زن، زندگی، آزادی» می‌دهند.

### پردیس:
- شماری از دانش‌آموزان دختر در دبیرستان‌شان تجمع کرده و شعارهایی از جمله «ما همه مهسا هستیم، بجنگ تا بجنگیم» و «مرگ بر دیکتاتور» سر دادند.[نیازمند منبع]

### سقز:
- شماری از دانش‌آموزان دختر در محوطهٔ مدرسه تجمع کرده و شعارهایی از جمله «مرگ بر دیکتاتور» سر دادند.[نیازمند منبع]

### کرج:
- دانش‌آموزان دختر شعارِ «جمهوری اسلامی نمی‌خوایم نمی‌خوایم» سر دادند.[نیازمند منبع]

### مریوان:
- در مریوان دانش‌آموزان از ظهر به خیابان آمدند و شعار دادند.[نیازمند منبع]

### بوکان:
- دانش‌آموزان معترض شعارهایی چون «ژن، ژیان، ئازادی» سر دادند.[نیازمند منبع]

### پرند:
- دانش‌آموزان دختر در پرند با شعارهایی چون «آزادی، آزادی، آزادی» به خیابان آمدند.[نیازمند منبع]

### اعتصاب شهرهای کردنشین
ویدیوهایی که در شبکه‌های اجتماعی منتشر شده، حکایت از اعتصاب سراسری در شهرهای کردنشینِ بوکان، سقز، مریوان و سنندج دارد.

## ۱۷ مهر
تظاهرات، اعتراض و اعتصاب در شهرها، دانشگاه‌ها و مدرسه‌های ایران در روز یکشنبه ادامه یافتند. بازداشت گسترده فعالان، دانشجویان و چهره‌های سرشناس و ممنوع‌الخروج کردن شدت گرفت و شمار کشته‌شدگان رو به افزایش گذاشت. تظاهرات در کشورهای دیگر هم ادامه یافتند و دو نهاد حقوق بشری خواستار تحقیق دربارهٔ استفاده از روش‌های مرگبار در سرکوب معترضان شدند. در برخی شهرها بازار و کسب‌وکارها تعطیل بودند. برخی گزارش‌ها از شورش زندانیان در زندان رشت خبر دادند. در شهرک ولیعصر تهران درگیری‌هایی بین نیروهای امنیتی و جوانان معترض روی داد. در نازی‌آباد تهران تظاهرات پراکنده گزارش شد. در سنندج علیرغم فضای شدید امنیتی مردم در چند نقطه شهر دست به تظاهرات زدند. در کرمانشاه با تاریک شدن هوا معترضان به خیابان آمده و در برخی خیابان‌ها آتش روشن کرده و دست به اعتراض زدند. در شهر ثلاث باباجانی معترضان برای اولین بار به خیابان آمدند و شعار مرگ بر خامنه‌ای سر دادند. نیروهای انتظامی و لباس شخصی در برخی مدارس حضور یافتند و سعی در بازداشت تعدادی از دانش آموزان کردند. دانشجویان دانشگاه علامه طباطبایی تهران در برابر ساختمان دانشگاه تجمع کردند. دانشجویان دانشگاه قزوین نیز در محوطه این دانشگاه تجمع کرده و شعار «ما تماشاگر نمی‌خواهیم، به ما ملحق شوید» سر دادند. در دانشگاه آزاد واحد تهران مرکز دانشجویان دانشکده هنر به معترضان علیه جمهوری اسلامی پیوستند و با شعار «خیابونا غرق خون، استادامون خفه‌خون» خواستار حمایت هرچه بیشتر استادان و مدرسان دانشگاه از این خیزش سراسری شدند. گروهی از دانش‌آموزان در فردیس کرج در خیابان‌ها حضور پیدا کردند و شعار «نیکای ما رو بردن، جنازه‌اش رو آوردن» سر دادند.
- آتش‌سوزی و شورش زندان لاکان رشت در این روز رخ داد.[۳۵۶]

## ۱۸ مهر
از نقطه نظر اعتصابات این روز نقطه عطفی در روند خیزش بود زیرا کارگران پیمانی چندین پتروشیمی در جنوب اعلام اعتصاب کردند. این نخستین اقدام صراحتاً سیاسی کارگران صنعت نفت بود که با اعتراضات سراسری ۱۴۰۱ ایران پیوند خورد. شماری از کارگرها ضمن دست کشیدن از کار اتوبانی واقع در سه‌راه عسلویه را مسدود کردند. کارگران به منظور مسدود کردن مسیر رفت‌وآمد خودروها سنگ‌هایی بزرگ را به وسط جاده آوردند. ساعاتی پس از انتشار خبر اعتراضات و اعتصابات مربوط به کارگران پیمانی پتروشیمی‌های هنگام و بوشهر (سایت یک)، برخی منابع خبری از پیوستن کارگران فاز دوم پالایشگاه آبادان به اعتصابات خبر دادند. شورای سازماندهی اعتراضات کارگران پیمانی نفت با انتشار بیانیه‌ای در روز دوشنبه، ۱۸ مهر ۱۴۰۱، از آغاز اعتراضات کارگران پیمانی صنعت نفت و پتروشیمی خبر داد:
ما کارگران پروژه‌ای نفت هم‌صدا با همه مردم در ایران بار دیگر خشم و نفرت خود را نسبت به قتل مهسا امینی این دختر جوان به دست گشت ارشاد اعلام کرده و از مبارزات مردمی علیه خشونت سازمان‌یافته و هر روزه علیه زنان و علیه فقر و بی‌تأمینی و جهنم حاکم بر جامعه حمایت و پشتیبانی می‌کنیم… دیگر بس است! اعتراض حق مسلم ما کارگران و ما همه مردم است و به ستم و ظلم و بساط سرکوبگرانه‌ای که بیش از چهل سال است بر ما روا می‌شود اعتراض داریم. ما دیگر حاضر به ادامه تحمل این بردگی و بی‌حقوقی‌ها نیستیم… هم‌صدا با همه مردم ما نیز دست به اعتراض خواهیم زد و کار را تعطیل خواهیم کرد.
اعتراضات در شهرهای مختلف و برخی نواحی تهران ادامه پیدا نمود. شهرهای سنندج، گوهردشت کرج، فولادشهر اصفهان، کازرون و سقز اعتراضات شدت بیشتری داشت. کارکنان پتروشیمی عسلویه و بوشهر شروع به اعتراض و اعتصاب نمودند. دانشجویان دانشگاه گیلان، دانشگاه امیرکبیر، دانشگاه آزاد واحد جنوب تهران و دانشکده هنر دانشگاه تهران تجمع و اعتراض کردند.

## ۱۹ مهر
شاهین شهر اصفهان در هفته‌های گذشته یکی از کانون‌های اصلی اعتراضات بود که در این روز تظاهرات همچنان در شاهین‌شهر و در شهرهای اقماری اصفهان ادامه یافت. اعتصابات کارگری از روز گذشته همراه با بیست و چهارمین روز اعتراضات سراسری در ایران آغاز شد و کارگران پروژه‌ای شاغل در سایت ۱ پتروشیمی بوشهر واقع در عسلویه با سر دادن شعارهای ضدحکومتی در محوطه این شرکت تجمع کردند. کارگران پروژه‌ای فاز دوم شرکت پتروشیمی آبادان هم اعتصاب کرده و در محوطه این شرکت تجمع کردند. اعتراضات در شهرهای کُردستان به ویژه سنندج به‌رغم سرکوب شدید ادامه یافت. دانشگاه گیلان صحنه اعتراضات بود. به گزارش شورای صنفی دانشجویان این تجمع به صورت راهپیمایی و در برابر دانشکده هنر، پزشکی، و فنی دانشگاه گیلان صورت گرفت. جمعی از دانشجویان دانشگاه هنر تهران در اجرایی اعتراضی در پردیس باغ ملی به شکل واژه «خون» کنار یکدیگر قرار گرفته و شعار «زن زندگی آزادی» سر دادند.

## ۲۰ مهر
اعلامیه شماره ۹ جوانان محلات تهران برای خیزش سراسری جرقه اولیه اعتراضات در این روز را زد. تجمع‌ها و اعتراضات از صبح روز چهارشنبه از دانشگاه‌ها شروع شد و تا پاسی از شب ادامه داشت. اعتصاب کسبه و مغازه‌داران در چند شهر استان کردستان ادامه یافت و اعتصاب‌هایی در استان‌ آذربایجان غربی شکل گرفت. بازاریان از صبح چهارشنبه در شهرهای مختلفی در استان‌های کردستان، آذربایجان غربی، کرمانشاه و خراسان رضوی مغازه‌های خود را بسته نگه داشته‌اند و تعدادی از اعتصاب‌کنندگان صنعت نفت بازداشت شدند. دانشجویان بسیاری از دانشگاه‌های کشور همچنان کلاس درس را تحریم کرده و در محوطه دانشگاه‌هایشان تظاهرات کردند. سندیکای کارگران نیشکر هفت‌تپه با صدور اطلاعیه‌ای از اعتصاب کارگران نفت و پتروشیمی حمایت کرد. همچنین شورای سازماندهی اعتراضات کارگران پیمانی نفت در بیانیه خود خطاب به رژیم آورد:
سرکوب و دستگیری همکارانمان در عسلویه را به شدت محکوم می‌کنیم و خطاب به نیروهای حراست و سرکوب قاطعانه اعلام می‌داریم که این دستگیری‌ها بهای سنگینی برای شما خواهد داشت… اولتیماتوم می‌دهیم که اگر عزیزان بازداشتی ما فوراً آزاد نشوند و نیروهای سرکوب از خیابان‌ها و محیط‌های کار ما بیرون نروند در اشکال گسترده‌تری دست به اعتراض خواهیم زد.
کسبه و بازاریان پاساژ علاءالدین تهران در خیابان جمهوری تهران با تجمع و سردادن شعار «توپ، تانک، فشفشه، آخوند باید گم بشه» خواستار سرنگونی نظام شدند. گروهی از وکلا اقدام به برگزاری تجمع مقابل ساختمان «کانون وکلای دادگستری مرکز» واقع در میدان آرژانتین کردند که این تجمع با پرتاب گاز اشک‌آور از سوی عوامل انتظامی رژیم سرکوب شد. تصاویر منتشر شده در شبکه‌های اجتماعی با وجود قطعی اینترنت و سانسور گسترده نشانگر بروز درگیری‌های شدید میان معترضان و نیروهای امنیتی در خیابان‌های شهر سنندج بود که بی‌وقفه از روزهای آغازین اعتراضات در این شهر جریان داشته‌است.
تظاهرات‌هایی در بندرعباس، لاهیجان، سقز، دیواندره، اراک، ایلام، گنبد کاووس، کرمانشاه، کرج، پیرانشهر، بوکان، مریوان، رشت، اصفهان، مشهد برپا شد. در تهران اعتراضات شبانه محلات نارمک، خیابان قزوین، نازی‌آباد، خیابان ستارخان، خیابان شریعتی، صادقیه، تهرانپارس، خیابان کاشانی، و خیابان مولوی شکل گرفت. همچنین در طول روز در خیابان فلسطین و در خیابان لاله‌زار تظاهرات برپا شد.

## ۲۱ مهر
بیست و هفتمین شب خیزش سراسری مردم ایران در حالی ادامه یافت که فراخوان‌هایی برای تجمع در مناطق مختلف ایران، از جمله در اهواز، تبریز و اراک صادر شده بود. معترضان اهوازی با شعار «سنندج زاهدان چشم چراغ ایران» با مردم بلوچستان و کُردستان اعلام همبستگی کردند. شهرهای عمده کردستان همچون تمامی روز و شب‌های قیام صحنه درگیری با نیروهای حکومتی بود. در گلشهر کرج نیروهای امنیتی برای متفرق کردن مردم اقدام به تیراندازی کردند. ایلام، میرجاوه و منطقه زیباشهر در غرب تهران نیز شاهد تظاهرات بود. یکی از امرای سپاه شایعه ورود تانک‌ها به سنندج را تکذیب کرد.
این روز شاهد اعتراض زنان سرشناس به نصب عکسشان در بیلبورد تبلیغاتی «زنان سرزمین من» در میدان ولیعصر تهران بود که رژیم ناگزیر شد در کمتر از ۴۸ ساعت از نصب این بلیبورد، نسبت به پایین کشیدن آن اقدام کند.

## ۲۲ مهر
ساعات اولیه این روز با دو واقعه مهم شروع شد: خامنه‌ای بار دیگر معترضان را تهدید کرد و در همان حال معترضان در زاهدان و پس از نماز به دلیل پیامدهای جمعه خونین زاهدان به خیابان‌ها ریختند و علیه رژیم و بسیجی‌ها شعار دادند. در همین روز مولوی عبدالحمید، در خطبه‌های نماز جمعه گفت:
در جمعه اسبق ظلم بسیار بزرگی در اینجا شد. من یقین دارم و سوگند یاد می‌کنم که الله از این ظلم ناراضی شد؛ چراکه همه ما اینجا بودیم و دیدیم چه شد. کشتن این انسان‌های بی‌گناه نزد خداوند تبعات دارد… ما دیده‌ایم که آه مظلومان نابودگر است.
در نقاط مختلف کشور اعتراضات شبانه از سر گرفته شده‌است. شهرهای مریوان، بوکان، لالی در خوزستان، یزد، تربت حیدریه، میرجاوه در سیستان و بلوچستان، اهواز، شهرک مدرس دزفول و شیراز تظاهرات شبانه شکل گرفت. در قزوین معترضان بنر غول پیکر قاسم سلیمانی را به آتش کشیدند. شعارنویسی‌های شبانه به‌طور گسترده‌ای ادامه داشت. راه ورودی استان کردستان (در سنندج) توسط جوانان برای جلوگیری از ورود نیروهای حکومتی به این شهر مسدود شد.
انتشار ویدیویی در فضای مجازی از تعرض نیروهای ویژه پلیس به یک خانم در هنگام دستگیری در اعتراضات خیابانی موجب خشم گسترده مردم شد. شورای هماهنگی تشکل‌های صنفی فرهنگیان ایران از کشته شدن یک دانش‌آموز دختر در جریان حمله مأموران امنیتی به دبیرستانی در اردبیل و در روز چهارشنبه خبر داد. این دختر در ساعات پایانی روز جمعه. در بیمارستان جان خود را از دست داد. همچنین ۱۰ دانش‌آموز زخمی شدند و ۷ تن دیگر بازداشت شدند. گروهی از فعالان ساکن تبریز در واکنش به کشته شدن دختر دانش‌آموز معترض اردبیلی در بیانیه‌ای برای ۱۲ ظهر شنبه فراخوان تظاهرات اعتراضی دادند. در این بیانیه اعلام شد:
دستان تمامی یگان‌های سرکوبگری که به ناموس این شهر باتوم بلند کرده‌اند را خواهیم شکست. تبریز نیز به مانند سایر شهرهای آذربایجان، ساعت ۱۲ روز شنبه در میادین اصلی بر علیه حاکمیت ظلم خواهد بود

## ۲۳ مهر
تکرار شعار «کردستان زاهدان، چشم و چراغ ایران» توسط گروهی از دانشجویان دانشگاه علم و صنعت تهران
تجمع اعتراضی جمعی از دانشجویان دانشگاه شریعتی تهران با خواندن جمعی ترانه «برای…»
با وجود اختلال گسترده اینترنت در بعضی از نقاط کشور، مردم معترض و دانشجویان در شهرهای تهران، استان کردستان، اردبیل، کرمانشاه، همدان، رشت، اصفهان، کرج، مشهد و … دست به تجمع زدند.
- آتش‌سوزی زندان اوین در ادامه اعتراضات سراسری ۱۴۰۱ ایران، در شب ۲۳ مهر ماه اتفاق افتاد.

## ۲۴ مهر
اعتراضات در پیرانشهر به رغم حضور نیروهای امنیتی ادامه یافت. معترضان در شهرک اکباتان تهران با شعار «سپاهی داعشی، قاتل کودک کُشی» و «مهسای ما نیکای ما، ندای آزادی ما» در خیابان‌های این شهرک تجمع کردند. شهروندان معترض در تهران با تجمع در میدان تجریش تهران شعار «مرگ بر دیکتاتور» سر دادند. تعدادی از مردم تهران در خیابان کاشانی با روشن کردن آتش و ایجاد راهبندان تجمع کردند. معترضان در محله «غفور» سنندج با ایجاد راهبندان به اعتراضات شبانه خود ادامه دادند. شهروندان دیواندره واقع در استان کردستان در خیابان‌های این شهر تجمع کردند و شعارهایی از جمله «ژن، ژیان، آزادی» سر دادند. دانشجویان در شهرهای تهران، کرج، تبریز، نجف‌آباد، و گیلان علاوه بر محکومیت حوادث آتش‌سوزی در زندان اوین، مخالفت خود را با جمهوری اسلامی نشان دادند و از مردم خواستند تا به جمع معترضان در خیابان‌ها بپیوندند.

## ۲۵ مهر
شورای سازماندهی کارگران پیمانی نفت روز دوشنبه اعلام کرد تعدادی از کارگران بازداشتی آزاد شدند. این آزادی موقت با وثیقه، قرار کفالت و جریمه نقدی صورت پذیرفت. تظاهرات شبانه در شهرک اکباتان تهران با شعار «مرگ بر دیکتاتور»، «مرگ بر خامنه ای»، و «مرگ بر جمهوری اسلامی» مردم عکس بزرگ مهسا امینی را روی دیوار یکی از ساختمان‌های اکباتان نمایش دادند. در سنندج، سردشت، مهاباد، و پیرانشهر اعتراضات شبانه آغاز شد و معترضان در خیابان‌ها آتش روشن کردند. در آبدانان در استان ایلام تظاهرات و درگیری‌های شدیدی رخ داد. در بندرعباس لباس شخصی‌ها با شعار «مرگ بر ضد ولایت فقیه» به تجمع کنندگان حمله و با ضرب و شتم تعدادی را بازداشت کردند. در ایلام یکی از پایگاه‌های بسیج به آتش کشیده شد. در اصفهان و مهرشهر کرج شعار «مرگ بر دیکتاتور» سر داده شد. شهر یزد صحنه اعتراضات و درگیری‌های شدید معترضان با مأموران حکومتی بود. درگیری‌ها در مهاباد بسیار شدید بود. دانش آموزان مدارس مختلف در بندر گنگ، اصفهان، آستارا، سنندج، و تبریز شعارهای ضد حکومتی دادند. دانشگاه‌ها همچنان عرصه تظاهرات ضد حکومتی بودند: دانشکده علوم پزشکی تهران، دانشگاه آزاد شهرکرد، دانشگاه مازندران، دانشگاه خلیج فارس بوشهر، دانشکده علوم اجتماعی دانشگاه تهران، دانشگاه یزد، دانشگاه آزاد نجف‌آباد، و دانشگاه آزاد تهران واحد پردیس.

## ۲۶ مهر
دانشجویان دانشگاه علامه طباطبایی در محوطه دانشگاه تجمع کردند و شعارهایی از جمله «توپ تانک مسلسل دیگر اثر ندارد، به مادرم بگویید دیگر دختر ندارد» سر دادند. دانشجویان دانشگاه‌های گیلان و مازندران در محوطه‌های این دانشگاه‌ها تجمع کردند. اعتراضات دانشجویان و دانش‌آموزان در این روز به رغم سرکوب شدید نیروهای امنیتی جمهوری اسلامی ادامه یافت. مأموران لباس شخصی در شامگاه همین روز به یک خوابگاه دخترانه دانشجویان در رشت هجوم بردند. اعتصاب کارگران پیمانی پالایشگاه‌های ماهشهر، عسلویه، بندرعباس و آبادان در این روز همچنان ادامه یافت. کارگران نیشکر هفت‌تپه نیز با هدف همبستگی با اعتراضات و اعتصابات سراسری در ایران سه‌شنبه در محوطه این شرکت تجمع کردند. شبکه حقوق بشر کردستان گزارش داد که در اعتراضات شامگاه دوشنبه ۲۵ مهر در شهرستان آبدانان در استان ایلام دست‌کم ۲۰ نفر در اثر شلیک گلوله‌های ساچمه‌ای و گاز اشک‌آور زخمی شده و دست‌کم ۸ نفر هم بازداشت شدند.

## ۲۷ مهر
معترضان شب هنگام در شهرهای جوانشیر کرمانشاه، اصفهان، جاده ساوه تهران، دهگلان و سنندج به خیابان‌ها آمدند. اعتراضات دانشجویان در کرمانشاه و دانشگاه علوم پزشکی زاهدان رخ داد. در تهران در خیابان تهران‌نو در شرق تهران تجمع کرده و شعار «نترسید نترسید ما همه با هم هستیم» سر دادند. در سنندج دانش‌آموزان دختر با راهپیمایی در خیابان‌های این شهر شعار «مرگ بر دیکتاتور» سر دادند. همچنین گزارش‌ها از تداوم اعتصاب کارگران در استان‌های جنوبی ایران و کسبه و بازاریان در شهرهای غرب و شمال غرب از جمله کردستان خبر دادند.

## ۲۸ مهر
جوانان تبریزی در پاسخ به فراخوان جوانان محلات تبریز که همزمان با تولد ستارخان قهرمان آزادی‌خواهی آذربایجان صادر شده بود به خیابان‌ها آمدند. در بخشی از این بیانیه آمده‌است:
ما عزادار تمام شهدای انقلاب زن زندگی آزادی هستیم از ژینای کردستان تا دانش آموز مظلوم اردبیلی. کوچه به کوچه و محله به محله خواهیم جنگید و میهن‌مان را پس خواهیم گرفت.
معترضان با برافروختن آتش و ایجاد راهبندان در خیابان‌های تبریز شعار «مرگ بر دیکتاتور» سر داده و خواستار رهایی و سرنگونی رژیم جمهوری اسلامی شدند. درگیری‌ها در میدان ساعت و ارک رخ داد. در شهناز و سه راه امین درگیری‌هایی رخ داد. در سنندج معترضان یک پایگاه بسیج را به آتش کشیدند. در تهران و در خیابان ولی عصر، اکباتان، و صادقیه معترضان خیابان آمدند و شعارهای ضدحکومتی دادند. در رشت جوانان در میدان شهرداری و میدان مادر با نیروهای رژیم درگیر شدند. پاسگاه ۱۴ حصارک کرج دچار آتش‌سوزی شد. مهاباد و پیرانشهر نیز صحنه درگیری آزادیخواهان با عوامل رژیم بود. کادر درمانی بیمارستان‌های مشهد با تجمع مقابل ساختمان نظام پزشکی و فریادهای «مرگ بر دیکتاتور» و «حکومت بچه‌کش نمی‌خواهیم» خواهان رهایی و زوال استبداد شدند. اصفهان نیز صحنه درگیری میان نیروهای حکومتی و جوانان بود. دانشجویان دانشگاه چمران اهواز با تجمع و سردادن شعار مردم را به همبستگی و ادامه مبارزات مدنی علیه استبداد رژیم دعوت کردند.

## ۲۹ مهر
محور عمده اعتراضات در این روز در تبریز، رشت، و زاهدان متمرکز بود. نمازگزاران بلوچ پس از نماز جمعه در خیابان‌های زاهدان تظاهرات کردند. تظاهرکنندگان شعار «مرگ بر خامنه‌ای» و «مرگ بر بسیجی» سر دادند. مولوی عبدالحمید جمعه سیاه زاهدان را «بسیار دلخراش» توصیف کرد و گفت:
ما بسیار متعجبیم که مسئولان رده‌بالا چرا در این رابطه سکوت کرده‌اند. ده‌ها نفر در همین مصلی و خیابان بدون هیچ دلیلی به قتل رسیدند. بسیاری از آن‌ها تیر به سر و سینه‌شان خورده بود. چه کسی این‌ها را و به چه جرمی به قتل رسانده‌است؟... مسئولان و مدیران کشور و رهبری جمهوری اسلامی که تمامی نیروهای مسلح تحت فرمان ایشان هستند، همه مسئول هستند و هیچ‌کسی نمی‌تواند از این مسئولیت شانه خالی کند.

## ۳۰ مهر
در روز ۳۰ مهرماه برابر با ۲۲ اکتبر، به دنبال فراخوان بزرگی توسط انجمن خانواده‌های جانباختگان پرواز پی‌اس ۷۵۲، ایرانیان از سراسر اروپا و خارج از اروپا در تظاهرات عظیم ۸۰ تا ۱۰۰ هزار نفری در مرکز شهر برلین شرکت کردند.

اعتراضات در داخل ایران و در شهرهای مختلف ایران از جمله تهران، سنندج، مریوان، مهاباد، بوکان، تنکابن، اراک، مشهد، بندرعباس، و دزفول تداوم یافت. معترضان شامگاه شنبه ۳۰ مهر در مناطق مختلف تهران از جمله نارمک، تهرانپارس، نازی‌آباد، متروی شریعتی و در بازار چراغ برق پایتخت، تظاهرات کرده و علیه رژیم شعار دادند.

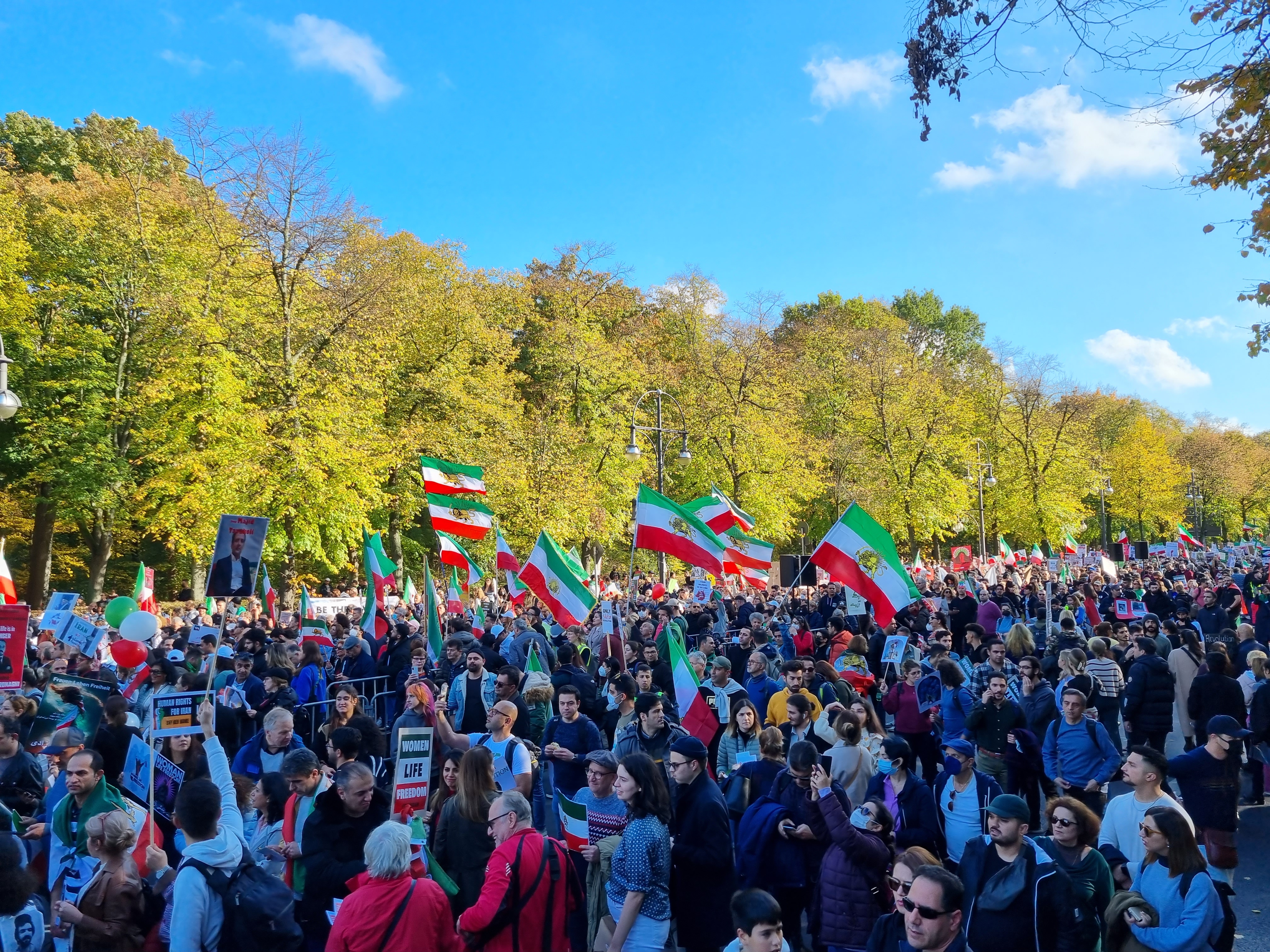
تظاهرات حمایت از اعتراضات ایران در برلین

## کشته‌شدگان سرشناس مهر
- ۱۰ مهر: خدانور لجه‌ای
- ۱۳مهر: نیما شفیق‌دوست
- ۱۷ مهر: یحیی رحیمی
- ۲۰ مهر:
  - اسرا پناهی
  - نگین عبدالملکی
- ۳۰ مهر: آرنیکا قائم مقامی